# National Gallery
La National Gallery o Galería Nacional de Londres es el principal museo de arte de Londres (Inglaterra), situado en el límite norte de la plaza de Trafalgar, perteneciente al municipio de Westminster, en el centro del Gran Londres. Inaugurada en 1824, tiene una colección de más de 2300 pinturas, mayormente europeas, de un amplio periodo histórico entre 1250 y 1900. Por su contenido es una pinacoteca y no un museo generalista, pues no exhibe esculturas ni otras artes, las cuales se muestran en otros importantes museos de la capital. Las esculturas y artes decorativas están en el Museo de Victoria y Alberto; el Museo Británico alberga arqueología y dibujos, principalmente; y el arte posterior a 1900 se exhibe en el Museo Nacional Británico de Arte Moderno (Tate Modern). Algunas pinturas de autores británicos se exhiben en la Galería Nacional, pero la Colección Nacional de Arte Británico se concentra principalmente en el museo Tate Britain, específicamente dedicado al arte del país.
La Galería Nacional es una entidad sin ánimo de lucro y un departamento público del Departamento de Cultura, Media y Deporte. Su colección pertenece al pueblo inglés y el acceso es gratuito, si bien para algunas exposiciones temporales sí se requiere el pago de una entrada. La Galería Nacional se considera como uno de los museos de arte más visitados del mundo después del Museo del Louvre de París, el Museo Británico en Londres, y el Museo Metropolitano de Arte de Nueva York.
A diferencia de museos comparables en el continente europeo, como el Louvre parisino o el Prado de Madrid, la Galería Nacional no se formó nacionalizando una colección real de arte. La colección de los monarcas ingleses subsiste a día de hoy como ente independiente (Royal Collection). La Galería Nacional se creó con una finalidad didáctica, para hacer accesible el arte a todas las clases sociales, y dio sus primeros pasos en 1824 cuando el gobierno británico compró 38 pinturas de los herederos de John Julius Angerstein, un corredor de seguros y patrono de las artes. Después de esta compra fundacional, la galería se enriqueció principalmente con adquisiciones efectuadas por sus primeros directores (destaca Sir Charles Lock Eastlake) y por donaciones privadas, las cuales incluyen alrededor de dos tercios de la colección. El repertorio actual es pequeño en cifras comparado con muchos museos nacionales europeos, pero es enciclopédico en alcance; muchos de los mayores logros de la pintura occidental «desde Giotto hasta Cézanne» se hallan representados con importantes ejemplos. Se solía decir que este museo era uno de los pocos con rango nacional que tiene expuestas todas sus obras, dada su alta calidad, pero actualmente no ocurre así: el museo sí posee obras almacenadas, debido al constante crecimiento numérico de la colección y a una exhibición de los cuadros más holgada.
El actual edificio de la Galería Nacional, fue diseñado por William Wilkins entre 1832 y 1838. Solo la fachada en Trafalgar Square permanece esencialmente sin cambios desde su origen, pues el edificio se ha ido ampliando por sus fachadas secundarias a lo largo de la historia. El edificio primitivo de Wilkins fue muchas veces criticado por su diseño impersonal y por su falta de espacio; el segundo problema se alivió con el establecimiento de la Tate Gallery para el arte británico en 1897. Con todo, el museo siguió requiriendo más espacio y a finales del siglo XX sumó el ala Sainsbury, una extensión en el lado oeste del museo diseñada por Robert Venturi y Denise Scott Brown que es un notable ejemplo de la arquitectura Posmodernista en Inglaterra.

## Historia

### Demanda de una galería

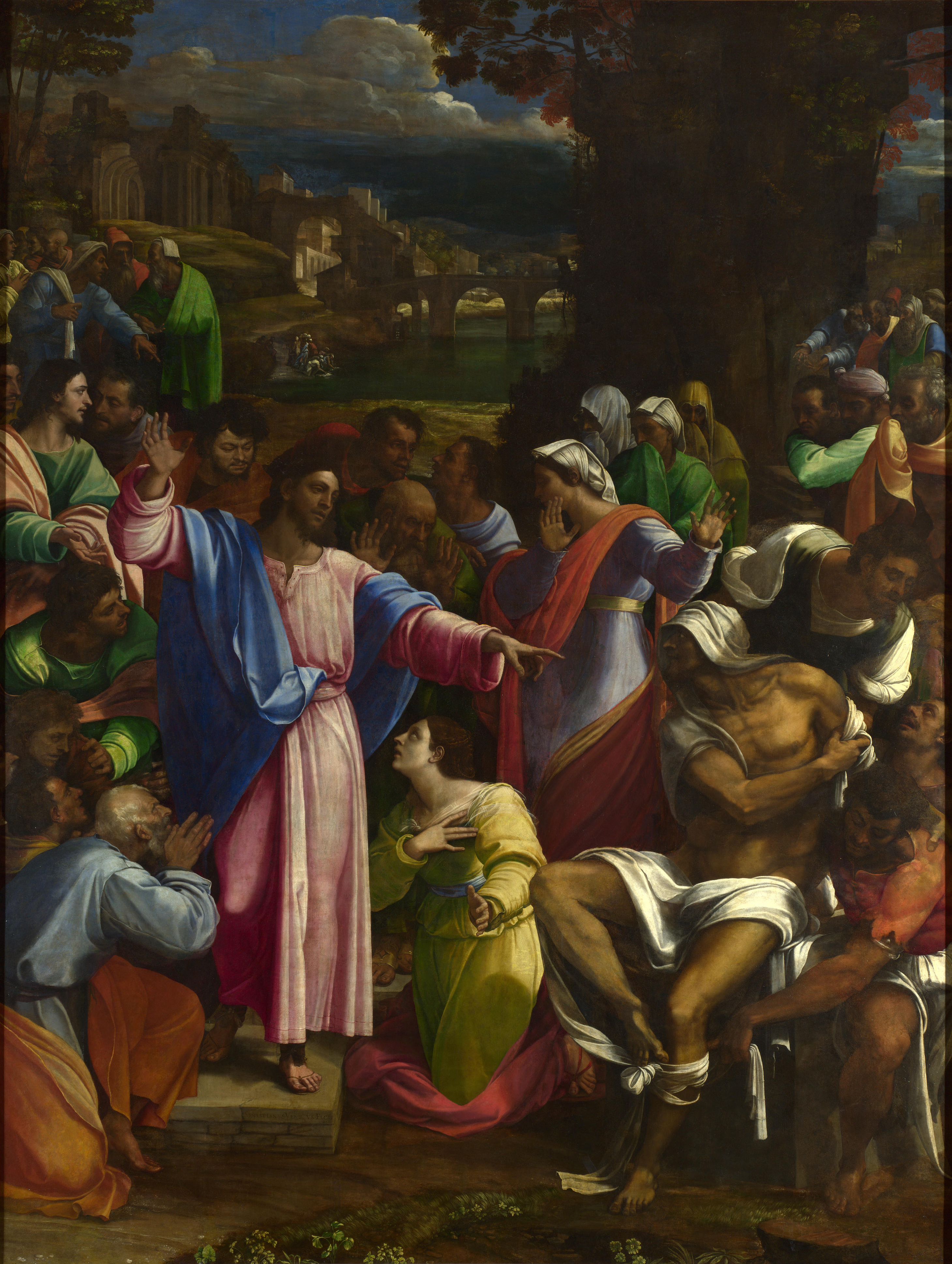
La resurrección de Lázaro, de Sebastiano del Piombo. Procedente de la colección de John Julius Angerstein, la cual se convirtió en la colección fundadora de la Galería Nacional en 1824. La pintura tiene el número de acceso NG1, por lo que es oficialmente la primera pintura en ingresar en el museo.

El final del siglo XVIII vio la nacionalización de las colecciones reales de media Europa. La colección real de Baviera fue abierta al público en 1779 (es la actual Alte Pinakothek de Múnich); la de los Médicis en Florencia en 1789 (Galería Uffizi); y el museo francés del Louvre fue inaugurado con la colección real francesa en 1793. En España, el Museo del Prado abrió sus puertas en 1819. Por el contrario, Gran Bretaña no secundó el modelo continental y la colección real británica permanece en posesión de los soberanos hoy en día. Sin embargo, la alarma social ante la dispersión de importantes colecciones privadas (que en su mayor parte salieron del país) y el deseo de instruir al público general hicieron patente la necesidad de crear un gran museo gratuito y de perfil didáctico, con ejemplos representativos de los estilos entonces más valorados.
En 1777, el gobierno británico tuvo la oportunidad de comprar una colección de arte de categoría internacional, que los descendientes del político sir Robert Walpole pusieron en venta. El parlamentario John Wilkes propuso ante el gobierno la compra de este «incalculable tesoro» y sugirió que fuera alojado en «una galería noble... que debía ser construida en un jardín espacioso del Museo Británico». No se tomó ninguna medida pese a la apelación de Wilkes, y veinte años después la colección Walpole fue comprada en su totalidad por Catalina la Grande; ahora se conserva en el Museo del Hermitage de San Petersburgo.
Un plan para adquirir 150 pinturas de la Colección Orleans de París (la cual fue traída a Londres para venderse en 1798) fracasó, a pesar del interés del Rey y el primer ministro, William Pitt el Joven. La Galería Nacional exhibe actualmente veinticinco pinturas procedentes de esta colección, incluyendo la primera de su inventario («NG1»; La resurrección de Lázaro, de Sebastiano del Piombo), pero llegaron años después y por cauces diversos. En 1799 el comerciante Noel Desenfans ofreció una colección completa al gobierno británico; él y su socio Sir Francis Bourgeois la habían reunido por encargo del rey de Polonia, pero no pudieron culminar la venta, pues Polonia fue disuelta como país tras abolirse su independencia en 1795. Esta colección fue ofrecida en donación a las autoridades británicas, que la rechazaron, y Bourgeois la legó en su testamento a su antigua escuela, Dulwich College, junto con 2000 libras (cantidad entonces considerable) para la construcción de una sede. La colección se abrió en 1817 como la primera pinacoteca pública de Inglaterra: la Dulwich Picture Gallery. También el comerciante escocés William Buchanan y otro coleccionista, Joseph Count Truchsess, formaron colecciones de arte como base para una futura colección nacional, pero sus ofertas respectivas (hechas el mismo año, 1803) fueron rechazadas.
Tras la venta de la colección Walpole, artistas como James Barry y John Flaxman reclamaron el establecimiento de una Galería Nacional. Argumentaron que una escuela británica de grandes pintores solo podía florecer si los artistas jóvenes conocían el canon europeo de pintura, los grandes estilos del pasado. El Instituto Británico fue fundado en 1805 por un grupo de aficionados británicos, trató de corregir esta situación: algunos socios prestaron obras para exhibiciones que cambiaban cada año, y una escuela de arte se celebraba en los meses de verano. Sin embargo, como las pinturas prestadas eran muchas veces mediocres, algunos artistas criticaron la institución y la vieron como una manera oportunista de que la nobleza expusiera sus viejos cuadros para subir el valor de estos. Uno de los miembros fundadores de la institución, Sir George Beaumont, Bt, jugaría más tarde un rol clave en la fundación de la Galería Nacional, ofreciendo como regalo 16 pinturas.
En 1823 otra gran colección de arte salió al mercado: la del recientemente fallecido John Julius Angerstein. Angerstein era un banquero nacido en Rusia residente en Londres; su colección constaba de 38 pinturas, incluyendo obras de Rafael y la serie de cuadros Casamiento a la moda de Hogarth. El 1 de julio de 1823 George Agar Ellis, un político liberal, propuso a la Cámara de los Comunes (House of Commons) que comprara la colección. La idea fue respaldada por la oferta de donación de los 16 cuadros de Beaumont, la cual marcaba dos condiciones: que el gobierno comprara la colección de Angerstein y que ambas se expusieran en un edificio adecuado. El inesperado cobro de una deuda pagada por Austria dotó al gobierno de dinero para comprar finalmente la colección por 57 000 libras.

### Fundación e inicios

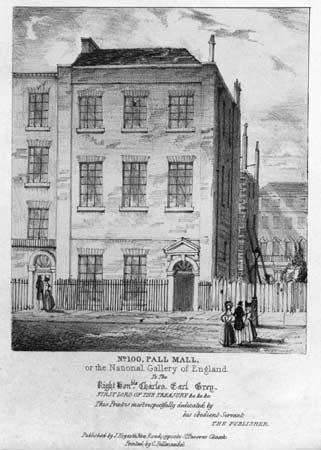
El número 100 de la calle Pall Mall, sede de la National Gallery de 1824 a 1834.

La Galería Nacional se abrió al público el 10 de mayo de 1824, tomando como sede la antigua casa de Angerstein en el número 100 de la calle Pall Mall. A las pinturas de Angerstein se unieron en 1826 las donadas de la colección Beaumont, y en 1831 se sumó el legado de 35 pinturas del reverendo William Holwell Carr. Inicialmente el experto encargado de la conservación de las pinturas, William Seguier, llevó él solo toda la tarea de gestionar el museo, pero en julio de 1824 parte de su responsabilidad recayó en el recién creado Board of Trustees (grupo de fideicomisarios o patronato).
La Galería Nacional en Pall Mall estaba frecuentemente abarrotada de público, las salas eran calurosas y su diminuto tamaño en comparación con el Louvre de París era una causa de vergüenza nacional. Pero Agar Ellis, ahora un patrono de la galería, valoraba el recinto por estar «en la misma arteria de Londres», en un lugar muy céntrico; esto era visto como necesario para la Galería para cumplir su propósito social. Un derrumbamiento en el edificio causó que la Galería se mudara brevemente al número 105 de Pall Mall, un lugar que el novelista Anthony Trollope describe como «lúgubre, sin brillo, angosto, mal adaptado para la exhibición de los tesoros que poseía». Posteriormente este bloque fue demolido para abrir un camino a la Terraza Carlton House.
En 1832 empezó la construcción del actual edificio (diseñado por William Wilkins) en el sitio de las antiguas Caballerizas Reales en Charing Cross, en un área que había sido transformada en la década de 1820 en Trafalgar Square. La ubicación era estratégica, entre la zona adinerada de West End y las parcelas más pobres al este. En la década de 1850 se debatió la oportunidad de mudar el museo a South Kensington, pero tal propuesta no prosperó. En Trafalgar Square la colección podía ser visitada por personas de todas las clases sociales en un lugar muy transitado, lo que restó importancia a otras cuestiones, como la contaminación del centro de Londres o los defectos del edificio de Wilkins. De acuerdo con la Comisión Parlamentaria de 1857, «La existencia (o acumulación) de los cuadros no es el propósito final de la colección, sino solo el medio para dar a las personas un disfrute ennoblecedor».
De 1837 hasta 1868 la Academia Real estaba albergada en el ala este del edificio.

### Eastlake y sucesores
| Directores de la Galería Nacional | Directores de la Galería Nacional |
| --------------------------------- | --------------------------------- |
| Sir Charles Lock Eastlake         | 1855–1865                         |
| Sir William Boxall                | 1866–1874                         |
| Sir Frederic William Burton       | 1874–1894                         |
| Sir Edward Poynter                | 1894–1904                         |
| Sir Charles Holroyd               | 1906–1916                         |
| Sir Charles Holmes                | 1916–1928                         |
| Sir Augustus Daniel               | 1929–1933                         |
| Sir Kenneth Clark                 | 1934–1945                         |
| Sir Philip Hendy                  | 1946–1967                         |
| Sir Martin Davies                 | 1968–1973                         |
| Sir Michael Levey                 | 1973–1986                         |
| Neil MacGregor                    | 1987–2002                         |
| Charles Saumarez Smith            | 2002–2007                         |
| Sir Nicholas Penny                | 2008–2015                         |
| Gabriele Finaldi                  | Desde 2015                        |

En esa época las pinturas de los siglos XV y XVI acaparaban el interés de la National Gallery, y durante los primeros 30 años del museo las adquisiciones hechas por el patronato (Board of Trustees) fueron principalmente obras del alto renacimiento, un criterio que descartaba las pinturas de otras épocas y estilos. Este gusto conservador causó que se desaprovechasen varias oportunidades de compra, y la gestión de la galería cayó después en completo desorden, con ninguna adquisición entre 1847 y 1850. Un informe crítico de la Cámara de los Comunes en 1851 reclamó el nombramiento de un director, con autoridad superior a la de los patronos. Muchos creyeron que el cargo de director se daría al historiador de arte Gustav Friedrich Waagen, a quien la Galería consultaba sobre cuestiones técnicas como la luz y la presentación de la colección. Sin embargo, el hombre preferido por la reina Victoria, su marido el príncipe Alberto y el primer ministro, Lord Russell, era el conservador de las pinturas del museo: Sir Charles Lock Eastlake, quien era presidente de la Royal Academy, había jugado un rol esencial en la fundación de la Arundel Society y conocía a la mayoría de los expertos en arte de Londres.

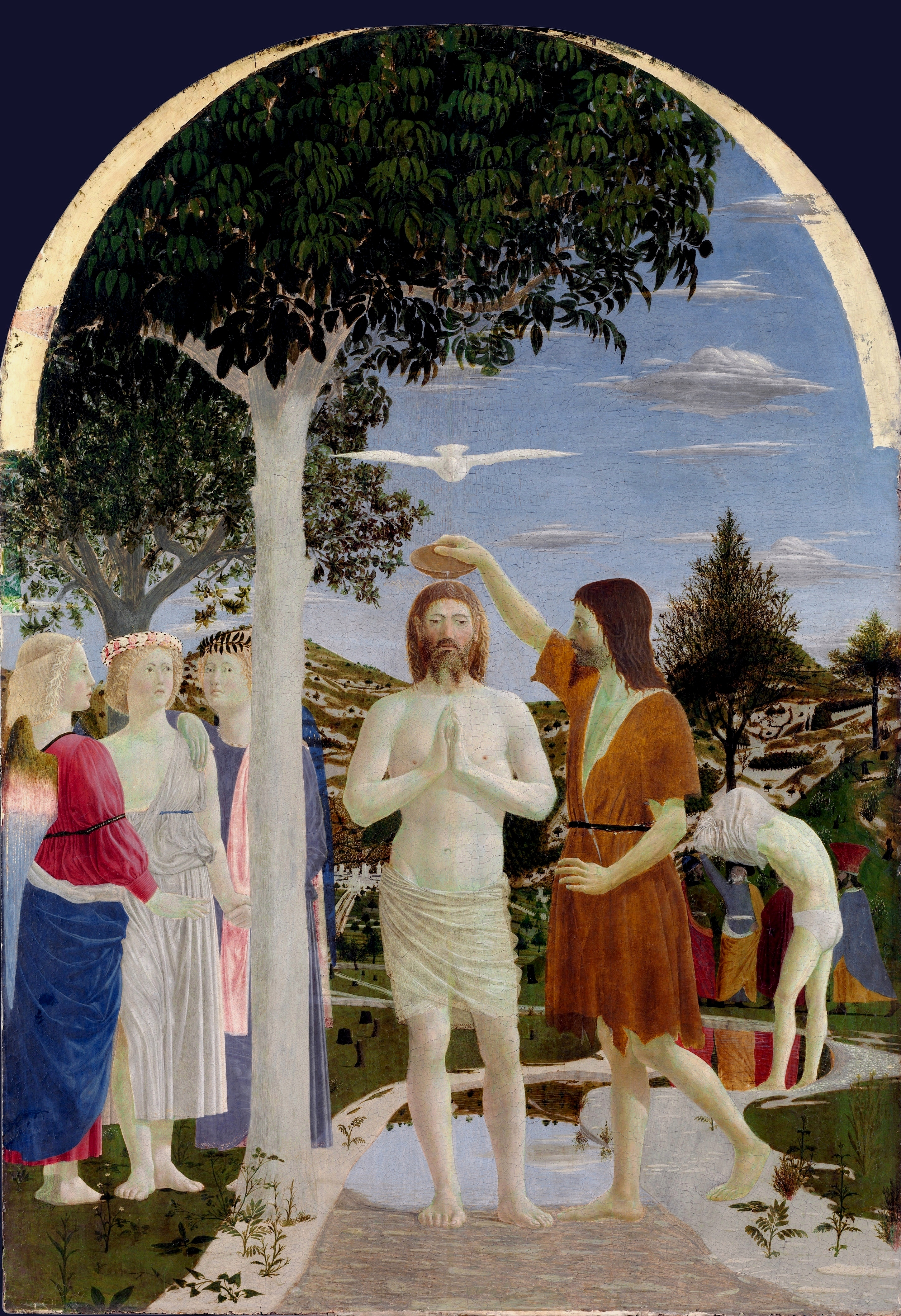
El bautismo de Cristo, de Piero della Francesca, una de las compras de Eastlake.

El nuevo director admiraba a los pintores primitivos del norte de Italia, de la época medieval, un tipo de arte que había sido ignorado por la Galería, pero empezaba a ganar estimación lentamente gracias al interés de los entendidos. Eastlake hizo tours anuales por el continente y por Italia particularmente, buscando pinturas apropiadas para la Galería. Así, compró 148 obras en el extranjero y 46 en Inglaterra, de las cuales muchas eran trabajos esenciales como una de las tres tablas de la Batalla de San Romano de Paolo Uccello. Eastlake también reunió para sí mismo una colección distinta durante su período como director, que consistía en pinturas que sabía que no interesaban a los patronos del museo. Su última meta, sin embargo, era que estas entraran a la National Gallery; ello fue hecho realidad tras su muerte por su viuda Lady Eastlake y su amigo y sucesor en el museo, William Boxall.
La falta de espacio en la National Gallery siguió siendo un grave problema en este periodo. En 1845, un extenso legado de pinturas británicas fue efectuado por Robert Vernon; la cual no había suficiente espacio en el edificio de Wilkins así que fueron expuestas primero en la casa del propio Vernon en el número 50 de Pall Mall y después en la Marlborough House. La Galería entró en un estado aún más apurado por su siguiente gran donación: el pintor J. M. W. Turner iba a legar el contenido entero de su estudio, exceptuando algunas obras sin terminar, a la nación después de su muerte, acaecida en 1851. Las primeras 20 de estas fueron expuestas en Marlborough House en 1856. El testamento de Turner estipuló que dos de sus pinturas debían ser expuestas a lado de las de su admirado Claudio de Lorena; una condición que aún se cumple en la sala 15 de la Galería. Pero el legado Turner no ha sido expuesto adecuadamente en su totalidad; hoy sus obras están divididas entre Trafalgar Square y la Clore Gallery, una pequeña extensión construida a la Tate Gallery completada en 1985.
El tercer director del museo, Sir Frederick William Burton, abrió en el repertorio la sección del arte del siglo XVIII y obtuvo varias compras sobresalientes de las colecciones privadas inglesas. La adquisición en 1885 de dos pinturas del Palacio de Blenheim, la Madona de los Ansidei de Rafael y el retrato de Van Dyck Carlos I a caballo, con un pago récord de 87 500 libras, llevó a la Galería al final de su «época dorada de adquisiciones», pues el presupuesto anual de compras fue suspendido para varios años. Cuando la Galería compró Los embajadores de Holbein al V Earl de Radnor en 1890, lo hizo con la ayuda de donativos particulares por primera vez en su historia. En 1897 la formación de la Galería Nacional del Arte Británico, conocida informalmente desde el inicio en su historia como la Galería Tate, permitió que algunas obras británicas se cambiasen de museo, siguiendo el precedente impuesto por la colección de Vernon y el legado de Turner. Obras de artistas nacidos después de 1790 fueron llevadas a la nueva galería ubicada en Millbank, lo que permitió que pintores anteriores como Hogarth, Turner y Constable permanecieran en Trafalgar Square.

### Principios delsigloXX

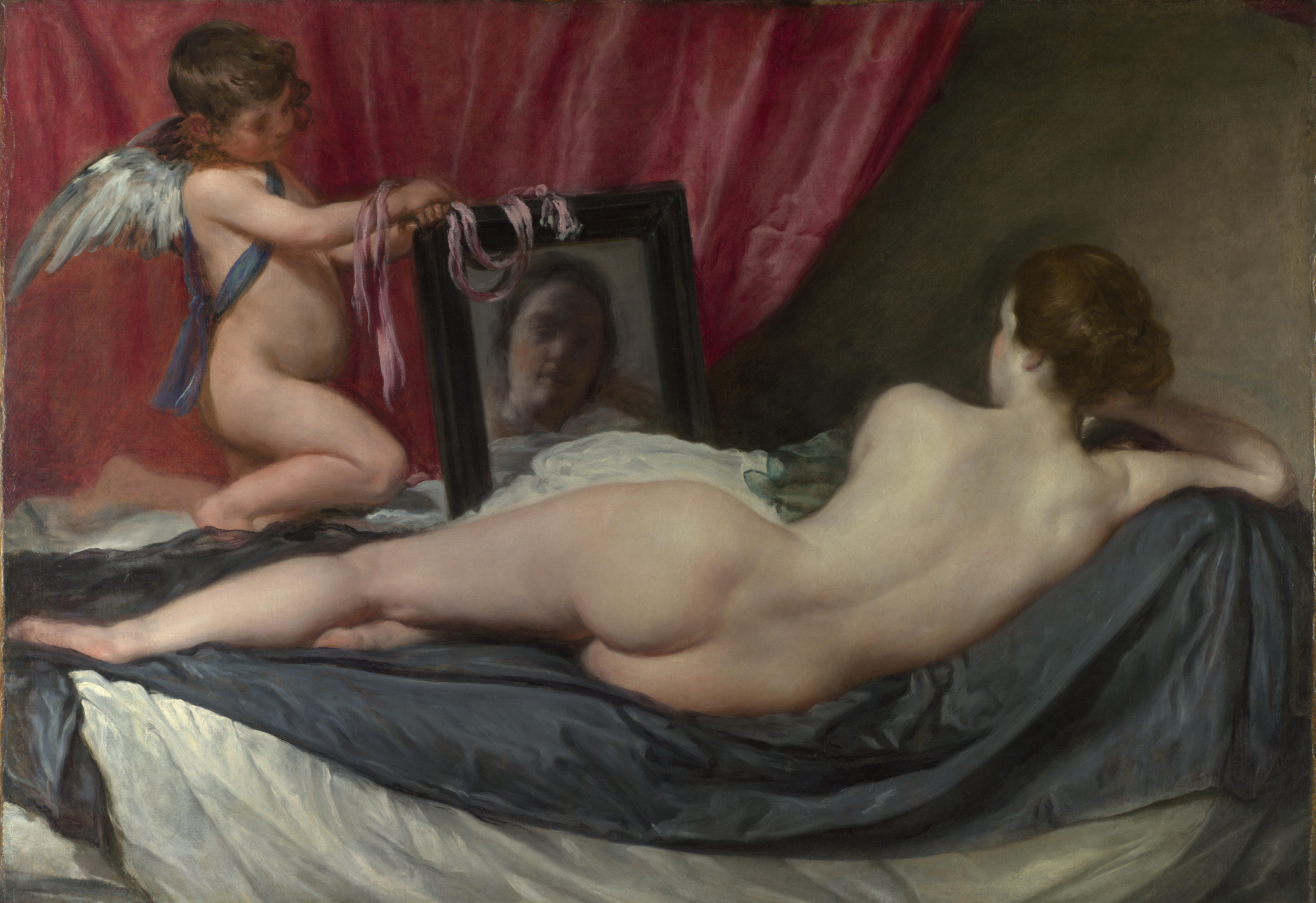
La Venus del espejo, de Diego Velázquez.

La crisis agrícola que a principios del siglo XX afectó al Reino Unido causó que muchas familias aristócratas, terratenientes, viesen menguar sus ingresos y tuvieran que vender sus pinturas; pero los museos nacionales británicos no podían pagar los altos precios del mercado del arte, elevados por la demanda de los coleccionistas norteamericanos. Esto provocó la creación de la Fundación Nacional de Colecciones de Arte, una sociedad de donantes dedicada a detener el flujo de obras de arte fuera del país. Su primera adquisición para la Galería Nacional fue La Venus del espejo (Rokeby Venus) de Velázquez en 1906, seguida del Retrato de Christina de Dinamarca de Holbein en 1909. Sin embargo, a pesar de la crisis que sufrieron las fortunas aristocráticas, la siguiente década quedó marcada por varios legados importantes de coleccionistas privados. En 1909 el industrial Ludwig Mond dio a la National Gallery 42 pinturas italianas renacentistas, incluyendo la Crucifixión Mond de Rafael. Otros legados importantes fueron los de George Salting en 1910, Austen Henry Layard en 1916 y Sir Hugh Lane en 1917; este último fue uno de los legados más controvertidos de la Galería porque incluía pinturas impresionistas, todavía entonces poco estimadas.
Un dramático incidente de protesta política sucedió en la Galería Nacional el 10 de marzo de 1914: la Venus del espejo de Velázquez fue acuchillada por Mary Richardson, una sufragista que con esta acción quiso protestar por el arresto de la activista feminista Emmeline Pankhurst el día anterior. Días después otra sufragista atacó cinco cuadros de Giovanni Bellini, causando que el museo cerrara hasta el inicio de la Primera Guerra Mundial, cuando la asociación Women's Social and Political Union llamó a que cesasen los actos violentos como modo de llamar la atención por sus causas.
La recepción del arte impresionista en la Galería tuvo un inicio excepcionalmente tormentoso. En 1906, Sir Hugh Lane prometió 39 pinturas, incluyendo Los paraguas (1883) de Renoir, que se entregarían a la Galería Nacional tras su muerte, a menos que un edificio adecuado se construyese en Dublín. Aunque ansiosamente aceptados por el director Charles Holroyd, los cuadros fueron recibidos con extrema hostilidad por los miembros del patronato; Lord Redesdale escribió: «Yo espero escuchar antes una misa mormona en la Catedral de San Pablo, que ver la exhibición de las obras de los rebeldes del arte moderno francés en los recintos sagrados de Trafalgar Square». Tal vez como resultado de tales actitudes, Lane modificó su testamento con un codicilo de que las obras solo debían ir a Irlanda, pero crucialmente esto nunca se contempló. Lane murió a bordo del barco RMS Lusitania en 1915, y el destino de sus cuadros generó una disputa que no se resolvió hasta 1959. Parte de la colección está ahora en permanente préstamo en la Hugh Lane Municipal Gallery de Dublín y otras obras rotan entre Londres y Dublín cada pocos años.
Hubo una colecta para la compra de pinturas modernistas establecida por Samuel Courtauld en 1923 compró Un baño en Asnieres de Seurat y otras notables obras modernas para la nación; en 1934 estas se transfirieron de la Galería Nacional a la Tate.

### Segunda Guerra Mundial

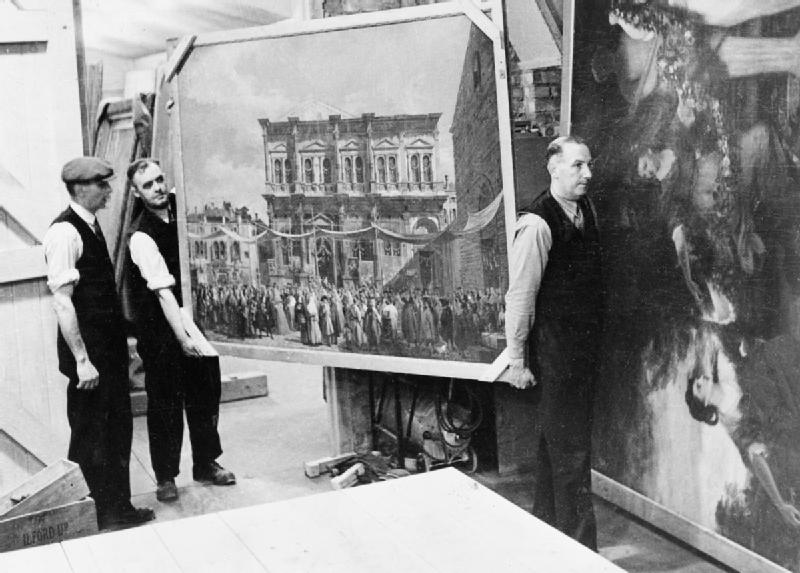
Evacuación de pinturas de la Galería Nacional durante la Segunda Guerra Mundial.

Poco tiempo antes del inicio de la Segunda Guerra Mundial, las pinturas fueron evacuadas a varias ubicaciones en Gales, incluyendo Penrhyn Castle y los colegios universitarios de Bangor y Aberystwyth. En 1940, mientras la Batalla de Francia bramaba, se buscó un almacén más seguro y hubo discusiones sobre trasladar las pinturas a Canadá. Esta idea fue firmemente negada por Winston Churchill, quien escribió en un telegrama al director Kenneth Clark, «entiérrelas en cuevas o sótanos, pero ninguna pintura debe dejar estas islas». Una cantera de pizarra en Manod, cerca de Blaenau Ffestiniog en el Norte de Gales, fue requisada para el uso de la Galería. Durante la reclusión de las pinturas en su nueva ubicación, el encargado (y futuro director) Martin Davies empezó a elaborar catálogos científicos sobre la colección, consultando la biblioteca del museo que también estaba guardada allí. La mudanza a Manod causó alteraciones a algunas obras, lo cual confirmó la importancia de conservarlas con una temperatura y humedad constante; algo que los expertos de la Galería habían supuesto, pero no habían podido probar. Esto eventualmente resultó en la apertura de la primera galería equipada con aire acondicionado en 1949.
Durante el transcurso de la guerra, Myra Hess y otros músicos como Moura Lympany, dieron recitales en el museo vacío, para levantar la moral mientras que todas las salas de concierto de Londres estaban cerradas. Varias exhibiciones de arte fueron puestas en la Galería como complemento de los recitales. La primera fue Pintura británica desde Whistler en 1940, organizada por Lillian Browse, quien también montó la más grande retrospectiva conjunta Exhibición de Pinturas por Sir William Nicholson y Jack B. Yeats colocada desde el 1 de enero–15 de marzo de 1942, la cual fue vista por 10 518 visitantes. Exhibiciones de obras de artistas de guerra, incluyendo a Paul Nash, Henry Moore y Stanley Spencer, fueron también colgadas; el Comité del Consejo de Artistas de Guerra colaboró con el director del museo Kenneth Clark para «mantener los artistas en activo, trabajando con cualquier pretexto». En 1941 la solicitud de un artista para ver el Retrato de Margaretha de Geer de Rembrandt (una nueva adquisición) dio origen a la iniciativa «Pintura del Mes», donde una sola obra era traída de la cantera de Manod y exhibida al público en la Galería Nacional. El crítico de arte Herbert Read, escribió este año: «La Galería Nacional es un puesto desafiante de la cultura en la mitad de una metrópolis bombardeada y en ruinas». Terminada la guerra, las pinturas regresaron a su sede de Trafalgar Square en 1945.

### Desarrollo desde 1950
En los años posteriores a la guerra, las adquisiciones se convirtieron increíblemente difíciles para la Galería Nacional debido a que los precios por las pinturas antiguas —y aún más por las impresionistas y posmodernistas— habían subido más allá del presupuesto del museo. Dos de las compras más significativas de la Galería en este período habrían sido imposibles sin la contribución económica de los ciudadanos: el gran Cartón de Burlington House (La Virgen y el Niño con santa Ana y san Juan Bautista) de Leonardo da Vinci, comprado en 1962 por 800 000 libras, en parte gracias a las donaciones del público que acudió a verlo (250 000 personas); y el cuadro de Tiziano La muerte de Acteón (en 1972). Las compras de la Galería garantizadas por el gobierno fueron congeladas en 1985, pero después ese año el museo recibió una dotación de 50 millones de libras del magnate Sir Paul Getty, lo que permitió grandes compras. En abril de 1985 Lord Sainsbury of Preston Candover y sus hermanos, el Hon. Simon Sainsbury y Sir Timothy Sainsbury, hicieron una donación que pudo permitir la construcción del ala Sainsbury.
El nombramiento como director de Neil MacGregor dio pie a una gran reordenación de las pinturas en el museo, que se separó un tanto de la rígida clasificación por escuelas nacionales que había sido introducida por Eastlake. Una nueva colocación cronológica buscaba enfatizar la interacción entre culturas en lugar de características fijas nacionales, plasmando el cambio vivido desde el siglo XIX en la manera de valorar los diferentes estilos. Sin embargo, en un guiño al pasado, la estética victoriana del edificio fue rehabilitada: los interiores coloristas y ornamentados ya no eran considerados un estorbo y fueron recuperados. Además, en 1999 la National Gallery aceptó un legado de 26 pinturas italianas barrocas de Sir Denis Mahon. A principios del siglo XX muchos habían considerado que el estilo barroco debía permanecer fuera de los límites del museo: en 1945 los patronos declinaron comprar un cuadro de Guercino de la colección Mahon por 200 libras. La misma pintura fue valorada en 4 millones en 2003. El legado de Mahon se hizo efectivo con la condición de que la Galería jamás quitaría ninguna de las pinturas o cobraría entrada.
| Artistas asociados | Artistas asociados |
| ------------------ | ------------------ |
| Paula Rego         | 1989–1990          |
| Ken Kiff           | 1991–1993          |
| Peter Blake        | 1994–1996          |
| Ana Maria Pacheco  | 1997–1999          |
| Ron Mueck          | 2000–2002          |
| John Virtue        | 2003–2005          |
| Alison Watt        | 2006–2008          |
| Michael Landy      | 2009–2013          |

Desde 1989, la galería tiene un programa en el que da un taller a artistas contemporáneos para crear un trabajo basado en la colección permanente. Usualmente el puesto de artista asociado dura dos años, y al concluirlo cada artista exhibe en el museo el resultado de su colaboración.
Las respectivas competencias de la National Gallery y de la Tate, las cuales habían sido cuestionadas por las dos instituciones, fueron más claramente definidas en 1996. El año 1900 fue establecido como el punto final de las pinturas en la National Gallery, de modo que en 1997 más de 60 pinturas de la colección datadas después de 1900 fueron entregadas a la Tate en un préstamo de largo tiempo, a cambio de obras un poco más antiguas de Gauguin y otros artistas. Sin embargo, la futura expansión de la Galería Nacional podría suponer el regreso de las pinturas del siglo XX a sus paredes.
En el siglo XXI, se han activado tres grandes campañas de recaudación en la Galería Nacional: en 2004, para comprar por 22 millones de libras la Virgen de los claveles de Rafael, procedente del Castillo de Alnwick; en 2008, por Diana y Acteón de Tiziano; y en 2012 por su pareja, Diana y Calisto igualmente pintada por el maestro veneciano. Ambas obras de Tiziano fueron compradas a dúo por la National Gallery y la Galería Nacional de Escocia por 95 millones de libras. Estas dos obras maestras fueron vendidas por la famosa colección del Duque de Sutherland. Como todos los museos europeos, la Galería Nacional se ha quedado fuera del mercado de pinturas antiguas de primera calidad, demasiado caro, y solo puede obtener esas adquisiciones con donaciones del público y de empresas; el director saliente Charles Saumarez Smith expresó su frustración ante esta situación en 2007.
En 2014, la Galería Nacional fue el tema de un documental por Frederick Wiseman. La película muestra la administración de la galería y los trabajadores, el laboratorio de conservación, tours docentes y cómo se montaban las exhibiciones de Leonardo Da Vinci, J. M. W. Turner y Tiziano en 2011–2012.

## Arquitectura

### Edificio de William Wilkins

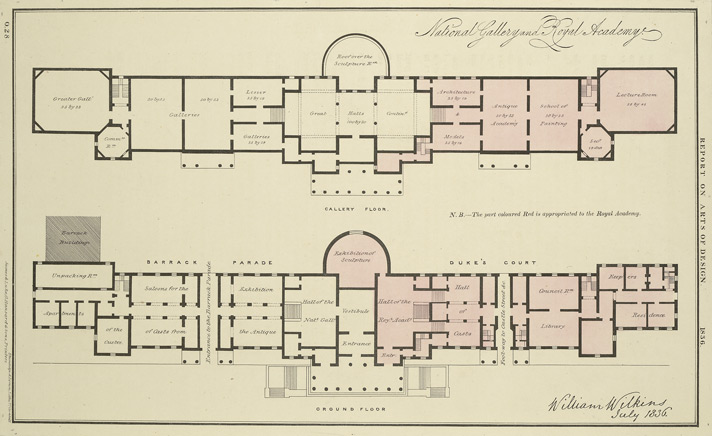
El piano nobile y el piso del edificio Wilkins's antes de la expansión.

La primera sugerencia de la Galería Nacional en Trafalgar Square vino de John Nash, quien proyectó esto en el sitio de King's Mews, mientras un edificio parecido al Parthenon para la Real Academia ocupaba el centro de la plaza. La recesión económica previno que esta idea se construyera, pero una competencia por el sitio de Mews tenía lugar en 1831, donde Nash publicó un diseño con Charles Robert Cockerell como su coarquitecto. La popularidad de Nash era grande en esa época, sin embargo, la comisión fue dada a William Wilkins, quien se involucró en la selección del sitio y subió algunos dibujos en el último momento. Wilkins esperaba construir un «Templo de las Artes, nutriendo el arte contemporáneo a través de un histórico ejemplo», pero la comisión fue opacada por el parsimonio y compromiso resultando una construcción destinada al fracaso en todas sus áreas.
El sitio solo permitía por una construcción que fuera una profunda sala, y un taller y un cuartel fueron puestos detrás. Para exacerbar los asuntos, existía un derecho público a través del sitio de estos edificios, lo cual permitía acceso por pórticos en el lado este y oeste de la fachada,esto tuvo que incorporar columnas de la demolida Casa Carlton y el resultado corto en la elevación que fue excesivamente baja, y un lejano intento del punto focal que se deseaba al final del lado norte. También reciclados eran las esculturas de la fachada, originalmente para el arco de mármol de Nasch, pero abandonado debido a sus problemas financieros. La mitad del este del edificio albergaba la Academia Real hasta 1868, la cual disminuyó el espacio otorgado a la Galería.
El edificio era objeto del ridículo público antes de que estuviera completo, así como una versión del diseño que había sido publicado por la Gaceta Literaria en 1833. Dos años antes de ser completado, su infama elevación en olla apareció en la pieza frontal de Contrasts (1836), un tratado influyente por A. W. N. Pugin, como un ejemplo de la degeneración del estilo clásico. Hasta William IV (en su última expresión grabada) pensó que el edificio era un «hoyo horrible», mientras William Makepeace Thackeray lo llamaba «una pequeña tienda de ginebra de un edificio». El historiador arquitectónico del siglo XX, Sir John Summerson, hizo hincapié en estas críticas tempranas cuando comparó el arreglo de la cúpula y dos diminutivas torretas en la línea de techo a «el reloj y vasos de un mantel, solo menos útiles». El paisajismo de Trafalgar Square de 1840 de Sir Charles Barry, incluía una terraza al norte para que el edificio pareciera levantarse, respondiendo a uno de los puntos de queja. Opiniones en el edificio han cambiado considerablemente por 1984, cuando el Príncipe de Wales llamando la fachada de Wilkins una «amada y elegante amiga», en contraste a la expuesta extensión (véase más abajo).

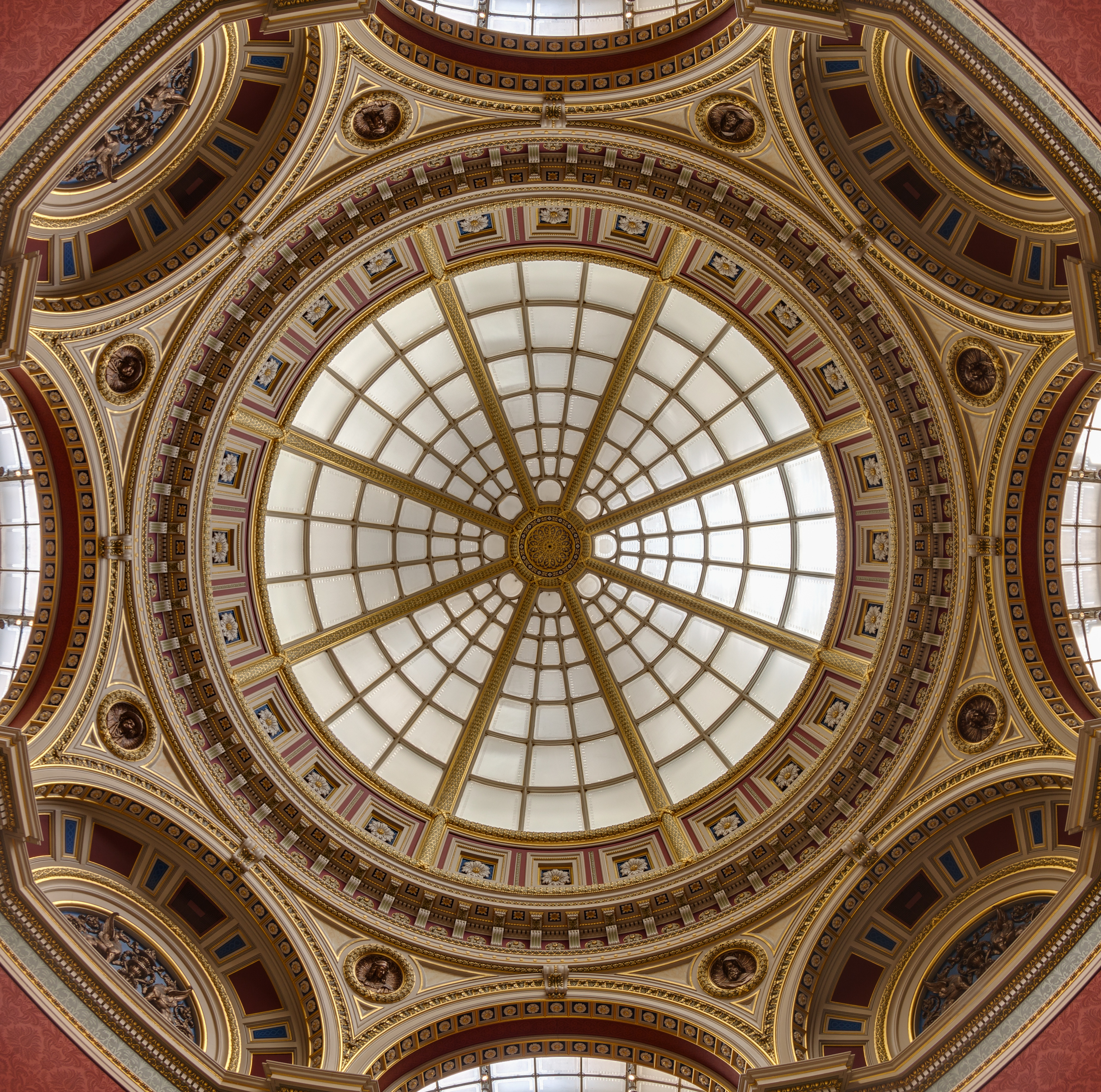
Cúpula de la sala 36 (Barry Rooms).

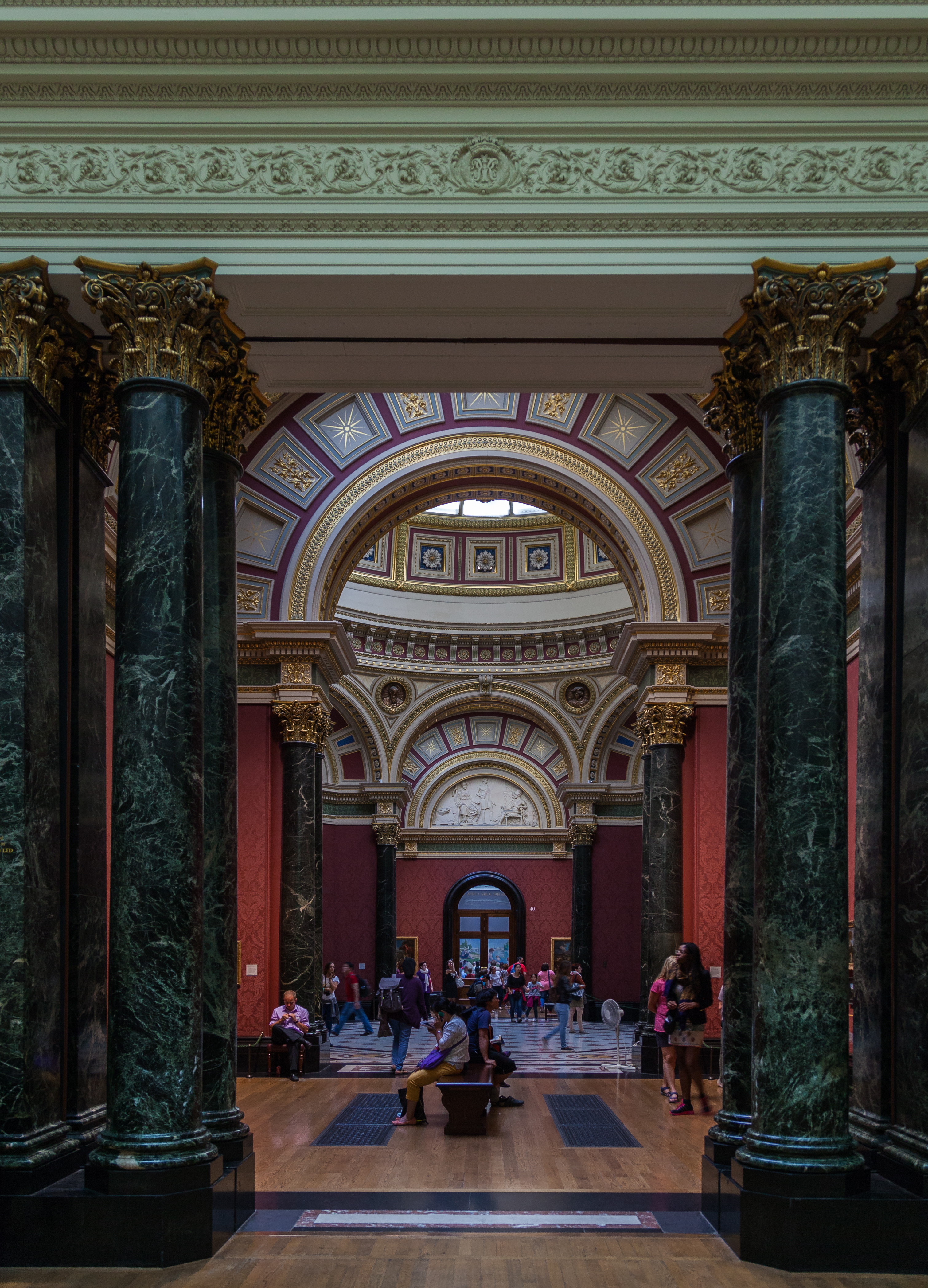
Las Barry Rooms (1872–76), diseñadas por Edward Middleton Barry.

### Expansión (Pennethorne, Barry y Taylor)
La primera alteración significante hecha al edificio fue una gran galería agregada por Sir James Pennethorne en 1860–1. Decorada ornamentalmente en comparación con las salas de Wilkins, no obstante, rompió las condiciones de hacinamiento dentro del edificio, ya que fue construida sobre el pasillo de la entrada original. No sorprendentemente, muchos intentos fueron hecho para remodelar completamente la Galería Nacional (como sugerida por Sir Charles Barry en 1853) o para moverla a espacios más capacidad en Kensington, donde el aire era también más limpio. En 1867 el hijo de Barry Edward Middleton Barry propuso reemplazar el edificio de Wilkins con un edificio masivo clásico con cuatro cúpulas. El tema era un fracaso y críticas contemporáneas denunciaban el exterior «como un descarado plagio de la Catedral de San Pablo».

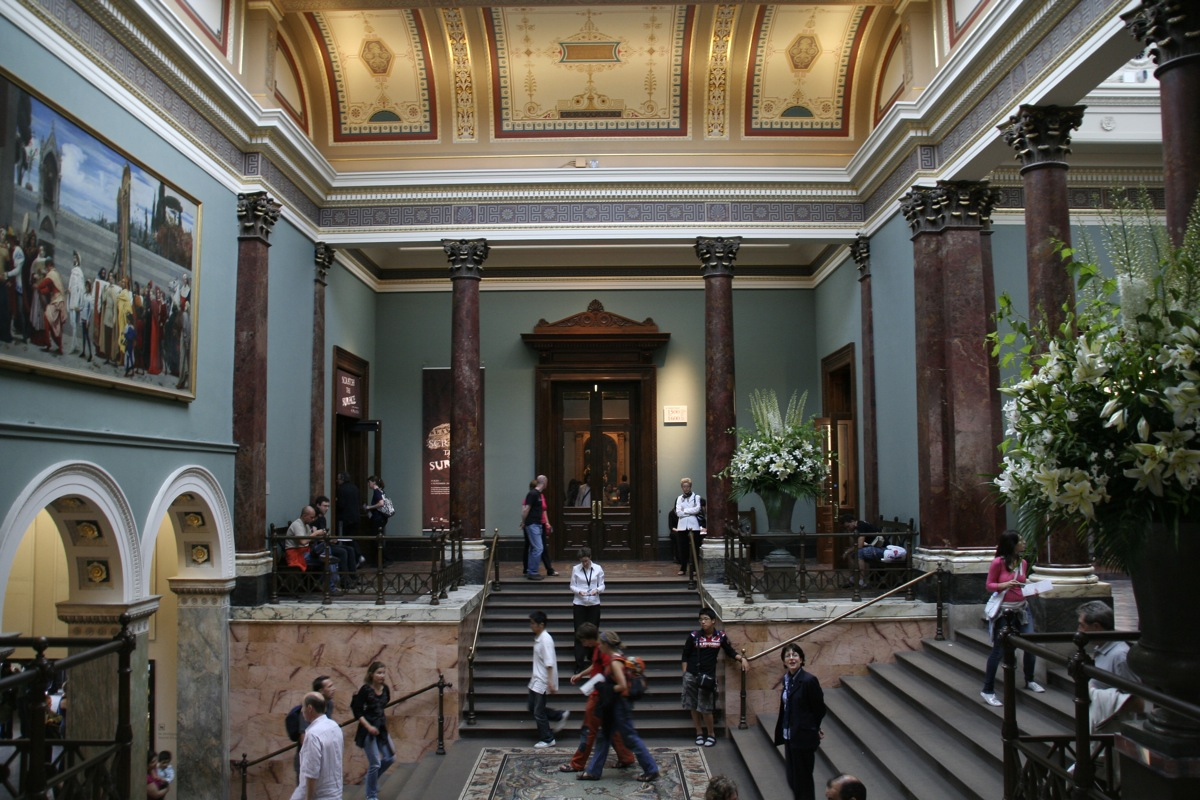
El Staircase Hall, diseñado por Sir John Taylor en 1884.

Con la demolición del taller, sin embargo, Barry fue capaz de construir la primera secuencia de la Galería de grandes espacios arquitectónicos de 1872 a 1876. Construida como un policromo neo renacentista, las salas de Barry estaban ordenadas en un plano de cruz griega rodeando un octágono central. Aunque compensaba la arquitectura del edificio de Wilkin, la nueva ala de Barry no era del agrado de los trabajadores de la Galería, quienes consideraban que su monumental aspecto estaba en conflicto con la función del espacio de exhibición. También, el programa decorativo de las salas no tomaba los contenidos de la galería; por ejemplo, el techo de la galería italiana del siglo XV y XVI, estaba inscrito con los nombres de artistas británicos del siglo XIX. Aunque tenía esas fallas, las salas de Barry proveían una Galería con una fuerte planta baja. Esto fue tomado para las adiciones subsecuentes a la galería, resultando en la creación de un edificio con clara simetría.
La galería de Pennethorne fue demolida para la siguiente fase del edificio, un tema de Sir John Taylor extendió las salas norte de la entrada principal. El vestíbulo con cúpula de vidrio tenía pintadas decoraciones en el techo por la firma de la familia Crace quienes habían trabajado en las salas de Barry. Un fresco destinado a una pared sur nunca fue realizada y el espacio es ahora tomado por la pintura de Frederic, Lord Leighton: Cimabue's Celebrated Madonna carried in Procession through the Streets of Florence (1853–55), prestada por la Real Colección en la década de 1990.

### SigloXX: modernizaciónvs.restauración

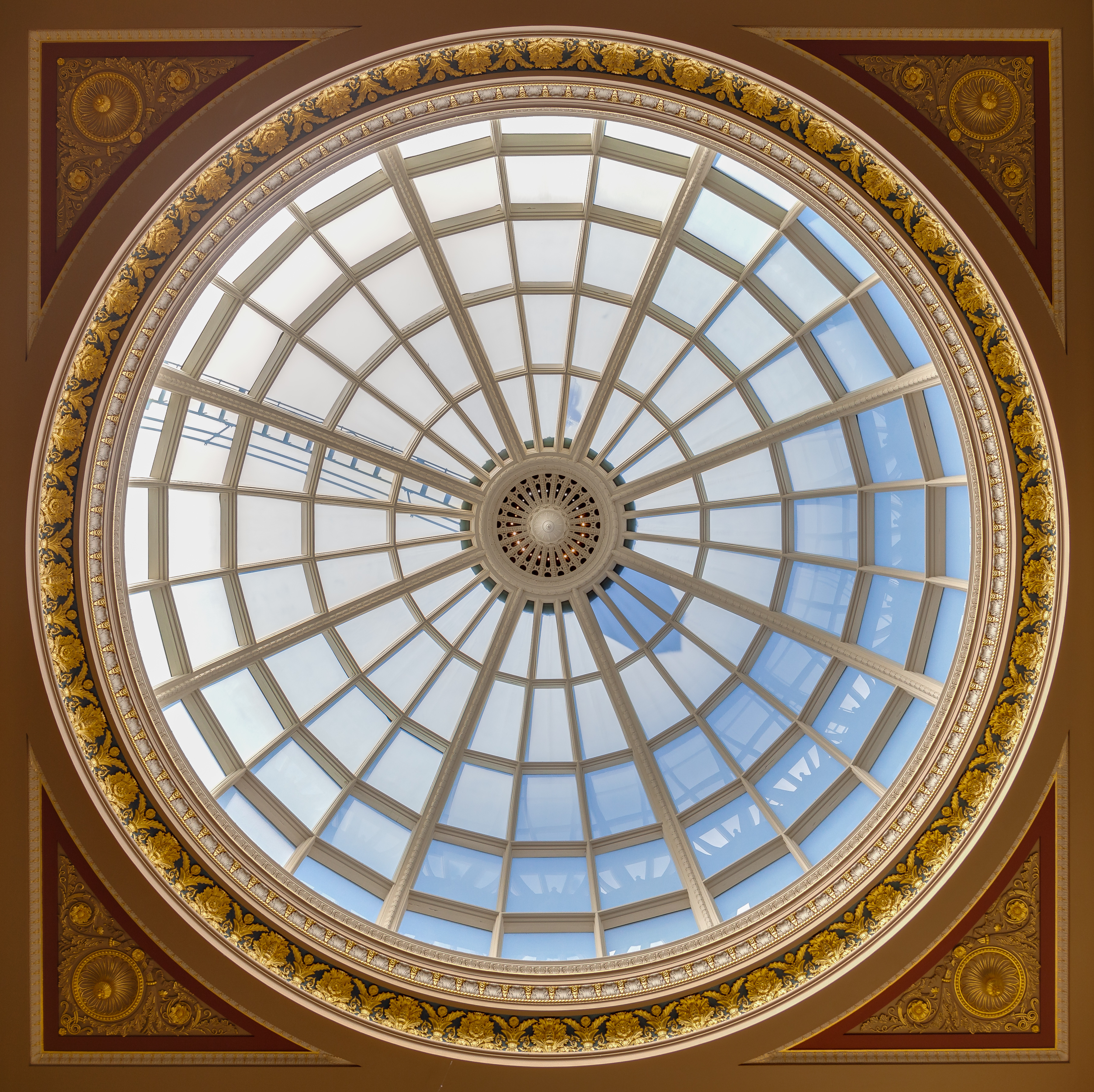
Domo de la entrada.

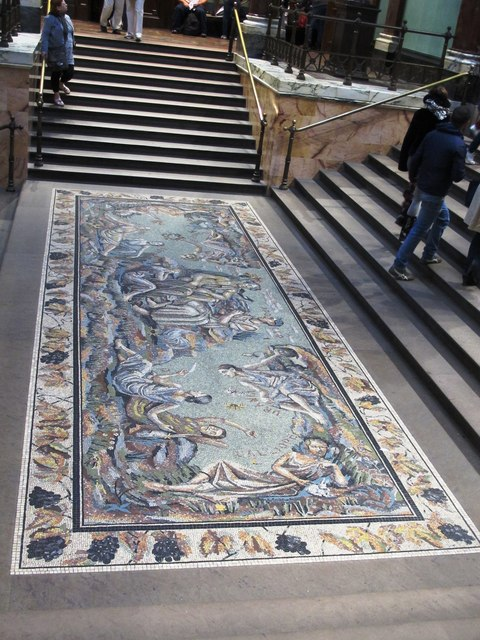
The Awakening of the Muses (1933), mosaico de Boris Anrep.

Adiciones posteriores al oeste llegaron más rectas, pero mantenían coherencia con el edificio, poniendo con simetría el plano de Barry al este. El uso de mármol negro para los marcos de las puertas, continuaron, dando a las extensiones un grado de consistencia con las salas antiguas. El estilo clásico fue usado en la galería Nacional en 1929, cuando el estilo Beaux-Arts era construido, fundado por el comerciante de arte y encargado Lord Duveen. Sin embargo, no había sido antes de la llegada del siglo XX que empezaron reacciones hacia la actitud de Victoria, manifestándose en la Galería. Desde 1928 a 1952, el piso de la entrada estaban pegados con una nueva serie de mosaicos por Boris Anrep, quien era amigo del grupo Bloomsbury. Estos mosaicos pueden leerse como una sátira del siglo XIX por la decoración de los edificios públicos, como dicho por el memorial de Alberti Frieze of Parnassus. El mosaico central muestra El despertar de Los Museos incluyendo retratos de Virginia Woolf y Greta Garbo, subvirtiendo el tono de la alta moral por los victorianos antepasados, en lugar de las siete virtudes del cristianismo, Anrep ofreció su propio set de virtudes modernas, incluyendo Humor y Mente abierta; las figuras alegóricas son retratos de contemporáneos, incluidos Winston Churchill, Bertrand Russell y T. S. Eliot.
En el siglo XX los interiores de la Galería victoriana cayeron fuera de la moda. Las decoraciones del techo en el pasillo de la entrada no eran del gusto del director Charles Holmes, y fue obliterado por pintura blanca. Las galerías del Norte, que abrieron al público en 1975, marcaron la llegada de la arquitectura modernista a la Galería Nacional. En las habitaciones más viejas, los detalles clásicos principales fueron enfrentados por particiones y techos suspendidos, teniendo como objetivo crear arreglos neutrales que no distrajeran la vista de las pinturas. Pero el compromiso de la Galería con el modernismo duró poco; el estilo victoriano de 1890 ya no era considerado anatema y el programa de restauración empezó a devolver los interiores del siglo XIX y XX a su apariencia original. Esto empezó con el reacondicionamiento de las salas Barry en 1985–86. De 1996 a 1999 las galerías del Norte, consideradas hasta entonces carentes de características arquitectónicas, fueron remodeladas en estilo clásico, si bien más simplificado.

### Ala Sainsbury y adiciones posteriores

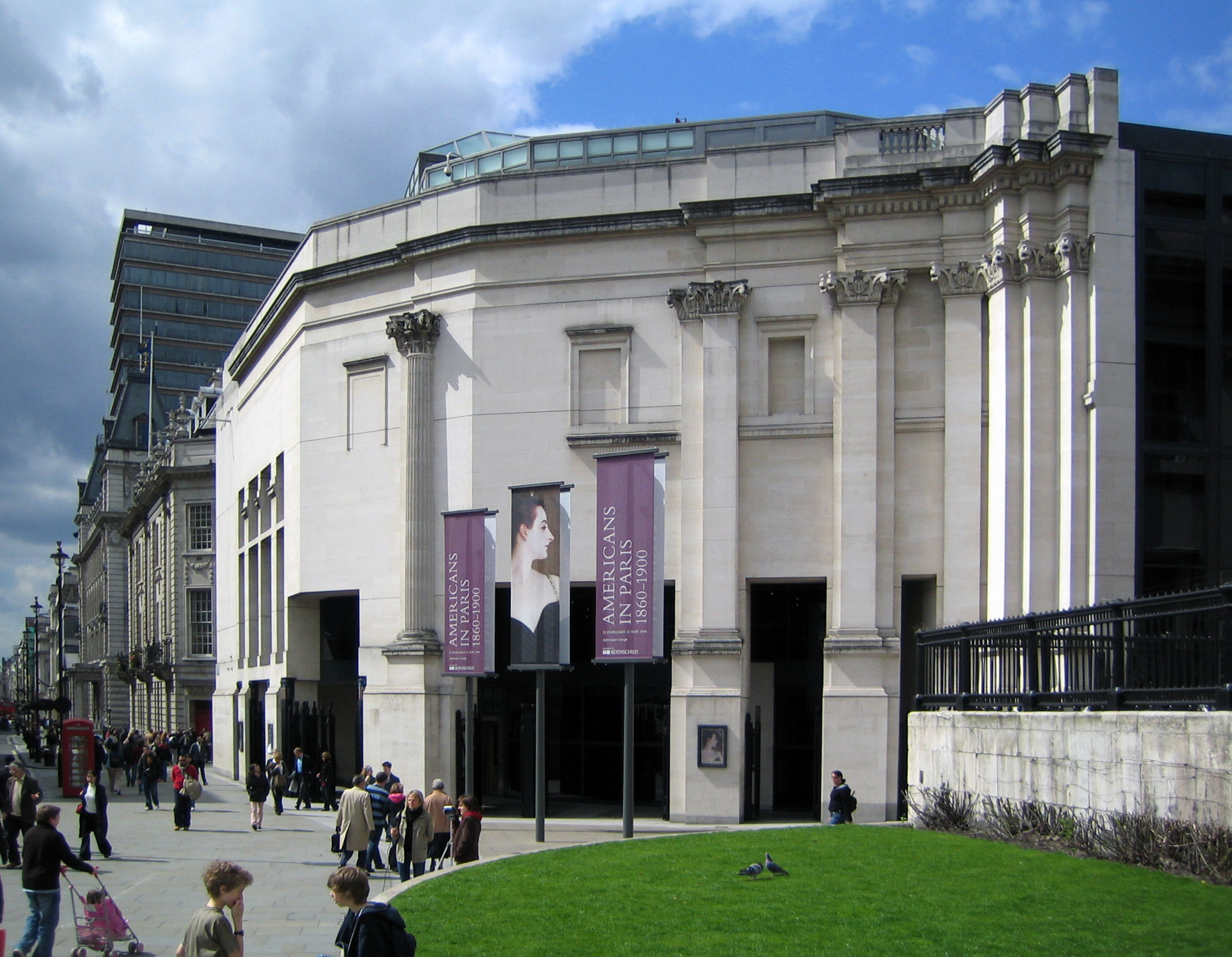
El Sainsbury Wing, como se construyó, vista desde Trafalgar Square.

La más importante adición al edificio en años recientes es el ala de Sainsbury, diseñada por los arquitectos postmodernos Robert Venturi y Denise Scott Brown que albergaba la colección de arte renacentista construida en 1991. El edificio ocupa el sitio Hampton está al oeste del edificio, donde una tienda departamental del mismo nombre estaba hasta su destrucción por el Blitz. a galería buscó expansión en espacio y en 1982 una competencia tomó lugar para encontrar el arquitecto adecuado; la lista incluía propuestas radicales de alta tecnología de Richard Rogers, entre otras. El diseño que ganó fue el más votado, de la firma Ahrends, Burton and Koralek, quienes modificaron propuesta para incluir una torre, similar a la propuesta de Roger. La propuesta se dejó después de que el Príncipe de Gales comparara el diseño con un «monstruoso grano en la cara de un querido y elegante amigo», El término «grano monstruoso», para un edificio moderno que irrumpe en un entorno, se ha convertido en común.
Una de las condiciones de la competencia de 1982 era que la nueva ala tuviera incluida oficinas comerciales al igual que espacio público de galería. Sin embargo, en 1985 se hizo posible dedicar la ampliación completamente a los usos de la Galería, debido a una donación de casi £50 millones de Lord Sainsbury y sus hermanos Simon y Sir Tim Sainsbury. Una competencia cerrada tomó lugar y los temas producidos fueron más restringidos que la competencia pasada.

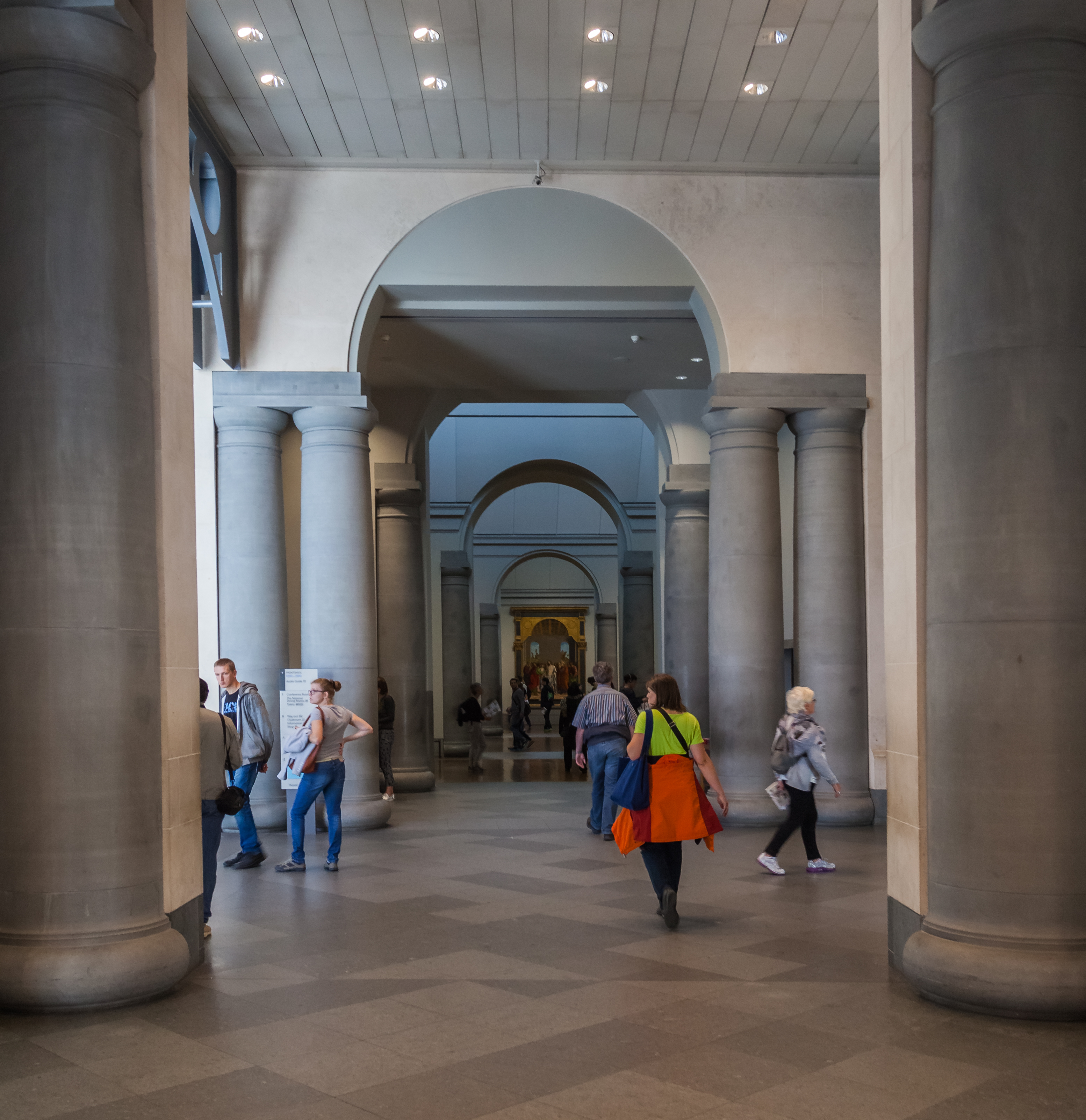
Principal entrada del ala Sainsbury.

En contraste con la rica ornamentación del edificio principal, las galerías en el ala Sainsbury Wing están emparejadas y son íntimas, para contrastar con la pequeña escala de muchas pinturas. Las principales inspiraciones para estas salas eran las galerías de Sir John Soane para la Dulwich Picture Gallery y el interior de la iglesia de Filippo Brunelleschi (el revestimiento de piedra está en pietra serena, la piedra gris local de Florencia). Las galerías norte alineadas con el eje central de Barry, para que existiera una sola vista en el interior de la Galería. Este eje es exagerado por el uso de la perspectiva falsa, ya que las columnas flanqueando el espacio se abrían gradualmente en tamaño hasta que el visitante alcanzaba el punto focal (en 2009), una pieza de Cima deThe Incredulity of St Thomas. El acercamiento posmodernista de Venturi y Scott-Brown a la arquitectura está completamente evidenciado en el ala Sainsbury, con las características de estilo de edificios como en el club de casas en Pall Mall, la Scala Regia en el Palacio Apostólico de la Ciudad del Vaticano, las casas victorianas y los templos antiguos de Egipto.
Siguiendo la peatonalización de Trafalgar Square, la Galería se encuentra comprometida con un plan para convertir las oficinas desocupadas en la planta baja en espacio público. Este plan también llenaría el desuso de los jardines y haría uso de la tierra adquirida de la adjunta Galería Nacional de Portarretratos en St Martin's Place, que dio a la Galería Nacional en intercambio por la tierra de su 2000 extensión. La primera fase, el proyecto del ala este diseñado por Jeremy Dixon y Edward Jones, abierto al público en 2004. Esto propició un nuevo nivel de entrada en Trafalgar Square, llamado en honor a Sir Paul Getty. La entrada principal también fue reamueblada y abrió en septiembre de 2005. Los posibles futuros proyectos incluían un «Proyecto del Ala Oeste» relativamente simétrico con el Proyecto del Ala Este, el cual permitiría una futura entrada en planta baja y abrir espacio público en algunas de las pequeñas salas y el lejano final este del edificio. Esto podría incluir una nueva escalera pública en el final de la fachada este. Aún no se han anunciado fechas para los proyectos adicionales.

## Controversias

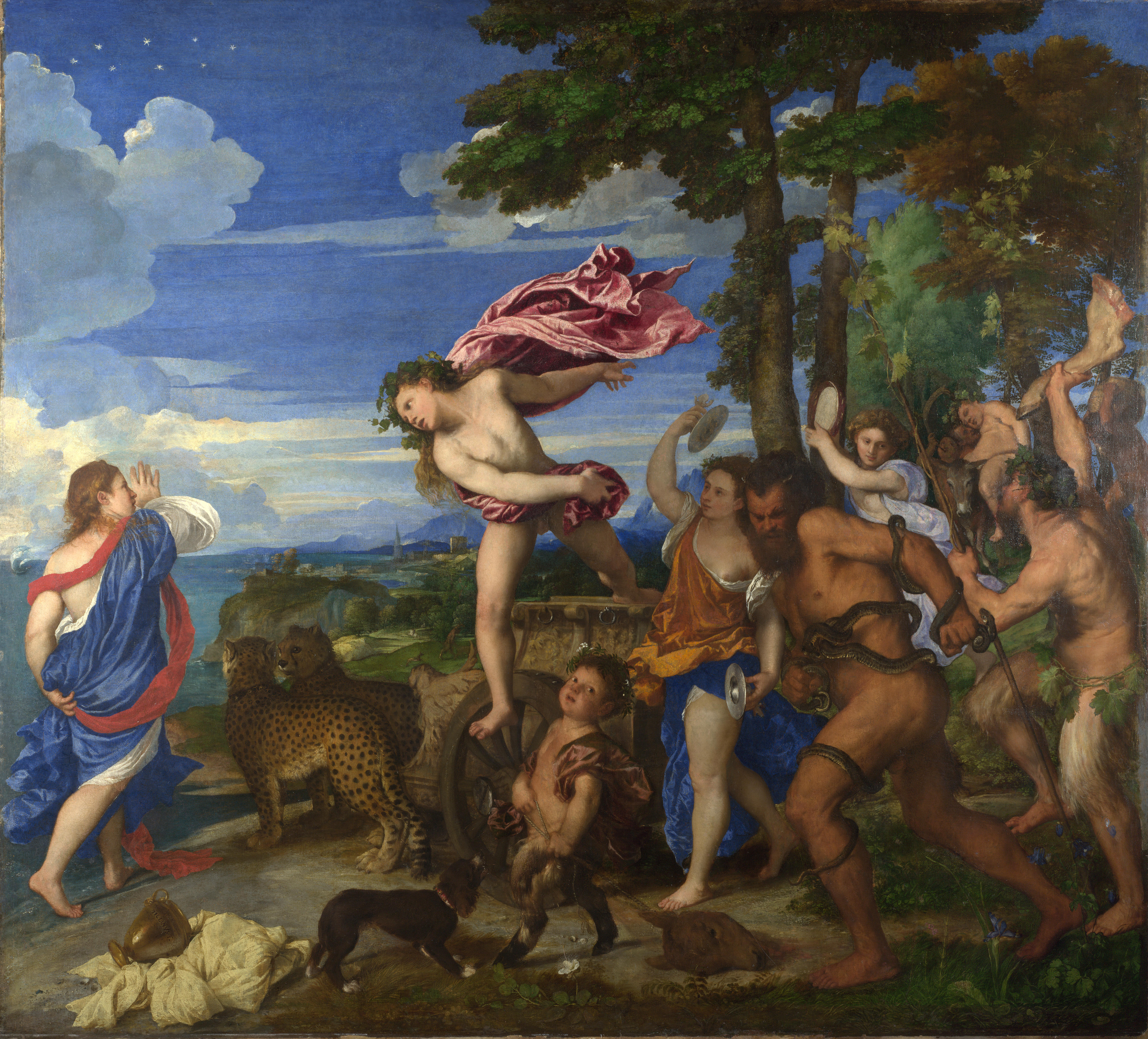
Restauración de Bacchus and Ariadne de 1967 a 1968 Tuvo una controvertida restauración debido la tonalidad de la pintura, la cual no tenía balance.

Una de las críticas más persistentes de la Galería Nacional, aparte de aquellos que la criticaban por su mal funcionamiento arquitectónico, es el de su política de conservación. Los detractores de la Galería la acusaron de tener un acercamiento erróneo a la restauración. La primera operación de limpieza en la Galería Nacional empezó en 1844 después de que Eastlake fuera cuidador, y fue el tema de ataques de la prensa después de que tres pinturas recibieran el tratamiento —una de Rubens, un Cuyp y un Velázquez— fueron revelados al público en 1846. La más virulenta crítica a la Galería fue la de Twas J. Morris Moore, quien escribió una serie de cartas a The Times bajo el pseudónimo «Verax» saboteando la limpieza de la institución. Mientras un comité parlamentario de 1853 tomó lugar para investigar a la Galería de actividades erróneas.

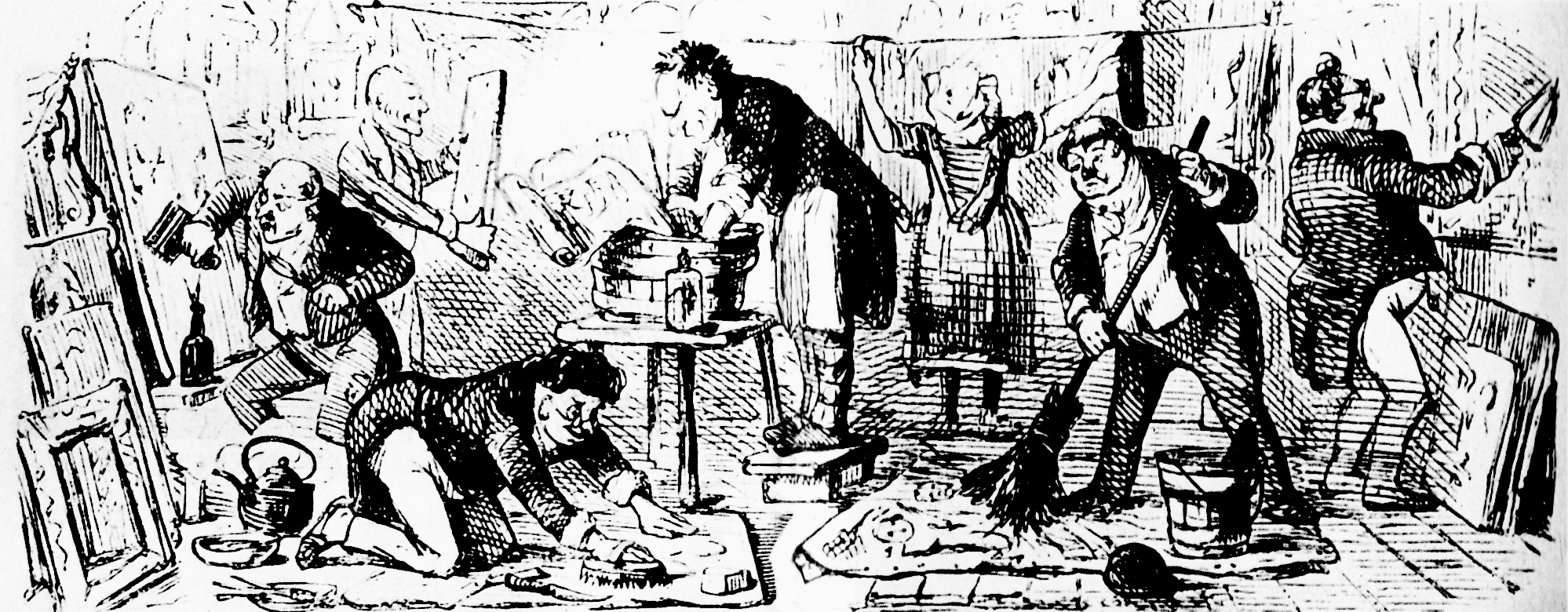
Un dibujo de Punch de 1847 por John Leech mostrando la controversia de la restauración.

El más grande reclamo en contra de las técnicas radicales conservadoras en la Galería Nacional fue hace 66 años en los inmediatos años posguerra, siguiendo una campaña de restauración por el Jefe de Restauración Helmut Ruhemann mientras las pinturas estaban en Manod Quarry. Cuando las imágenes limpiadas fueron exhibidas al público en 1946 siguieron un furor con circunstancias parecidas a las del siglo pasado.

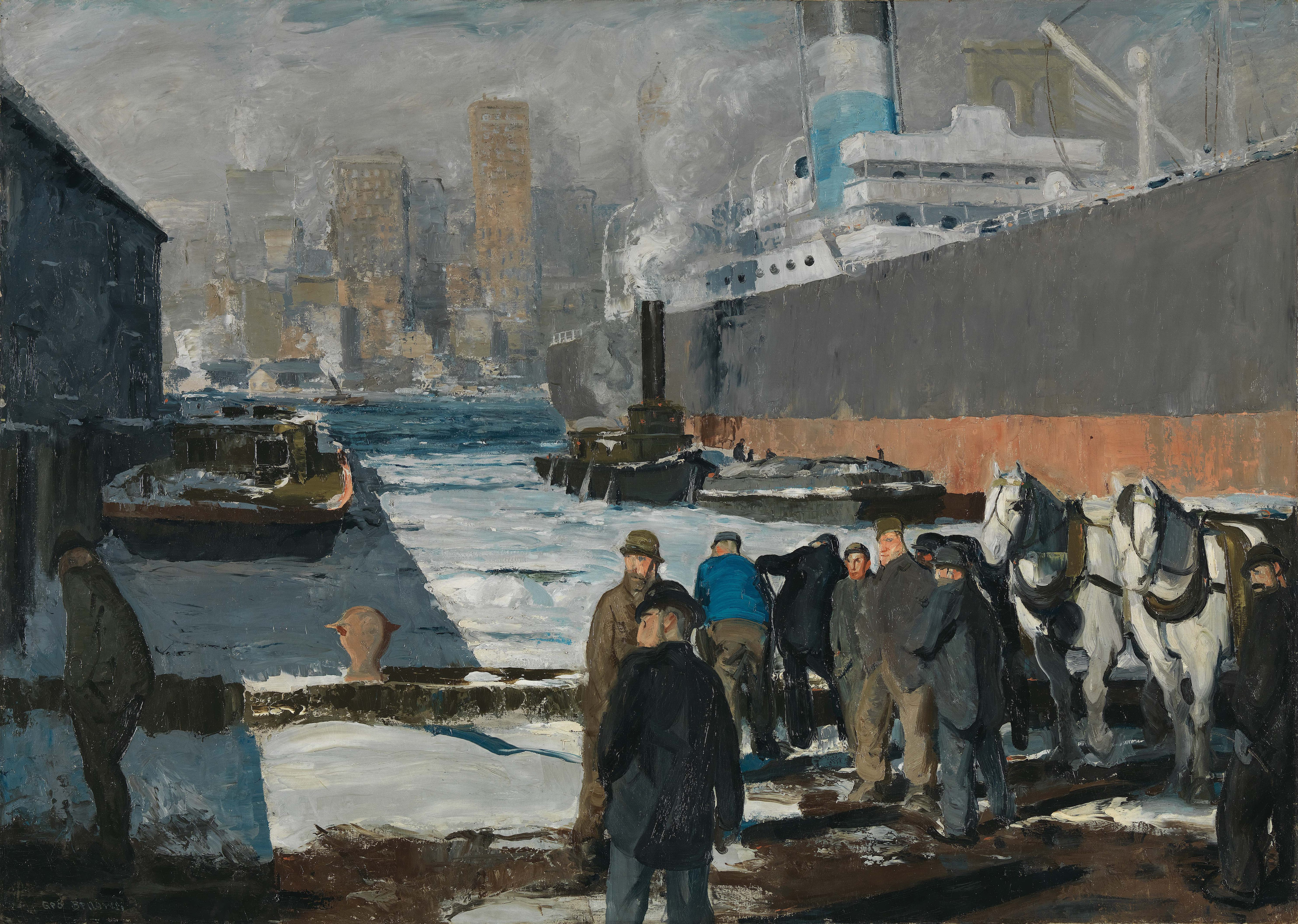
George Bellows: Hombres de los muelles (1912).

La crítica principal fue la exhaustiva disipación del barniz, que fue usado en el siglo XIX para proteger la superficie de las pinturas que se oscurecieron y decoloraron en el momento, lo cual resultó en la pérdida de la armonía de las pinturas, agregada por los artistas. La oposición a las técnicas de Ruhemann empezaron por Ernst Gombrich, un profesor en el Instituto de Warburg quien después en correspondencia con un restaurador describió el tratamiento como ofensivo arrogante. Una comisión de 1947 concluyó que ningún daño había sido hecho en los recientes tratamientos de limpieza.
La Galería Nacional también ha sido criticada por atribuidas la autoría de obras de forma errónea. La decisión de Kenneth Clark en 1939 de renombrar un grupo de pinturas hasta entonces con autor anónimo pero pertenecientes a la escuela de Veneciana como obras de Giorgione (un artista con escasas obras atribuidas con certeza) fue ampliamente controvertida. Recientemente, la atribución de una pintura del siglo XVII de Samson and Delilah (comprada en 1980) a Rubens fue replicada por un grupo de historiadores del arte, que creían que la Galería Nacional no había admitido el error, con la intención de evitar causar perjuicios a los involucrados en la compra, los cuales aún trabajan en el Museo.
En febrero de 2014, Men of the Docks, por el artista estadounidense George Bellows, fue comprado por la Galería Nacional por $ 25,5 millones (£ 15,6 millones). Fue la primera pintura mayor Americana comprada por la Galería. El director Nicholas Penny dio a la pintura una nueva dirección para la galería —una pintura no Europea en estilo europeo—. Su venta fue controvertida en E.U.A.

## Obras notables

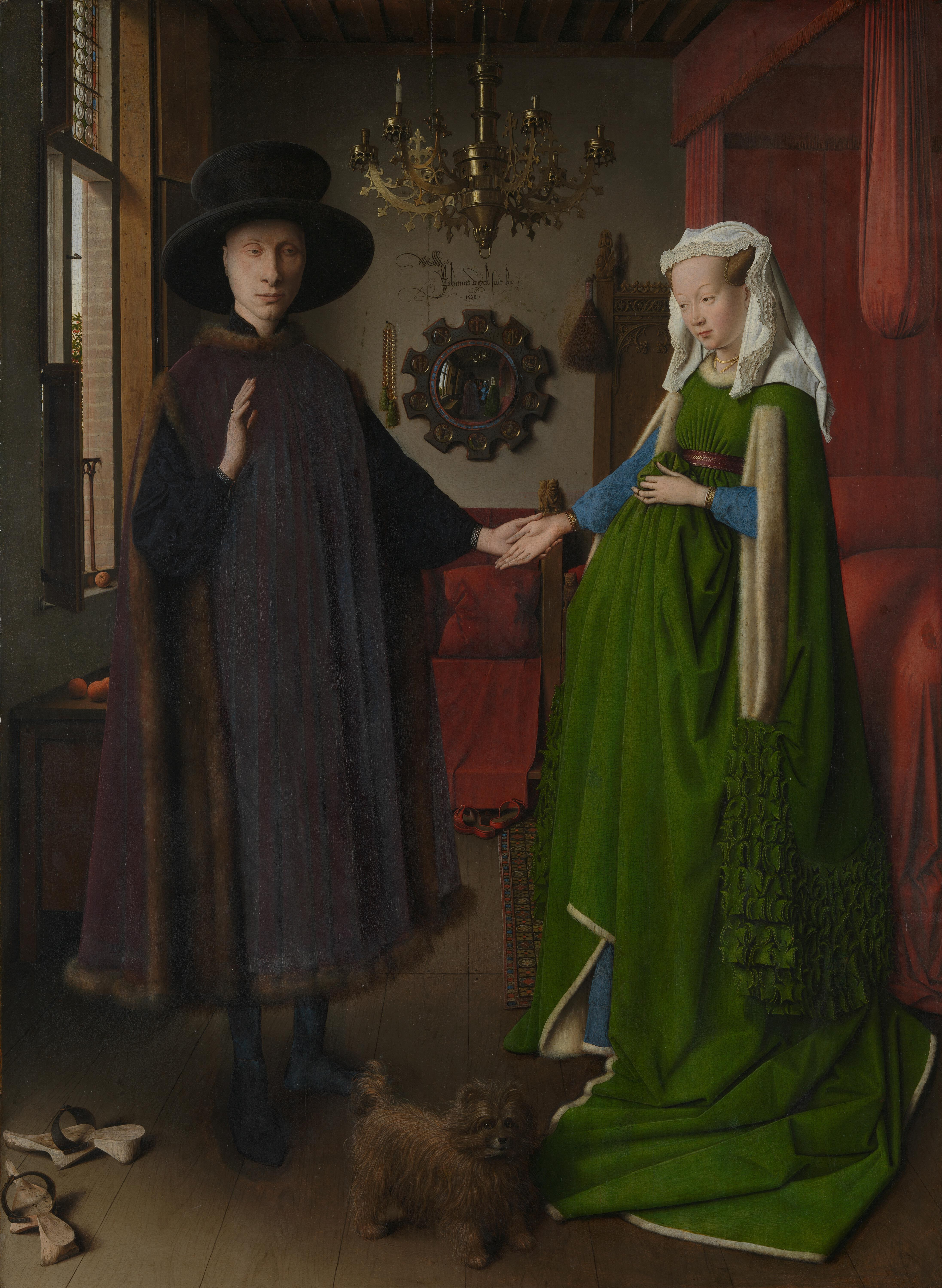
Van Eyck, El matrimonio Arnolfini
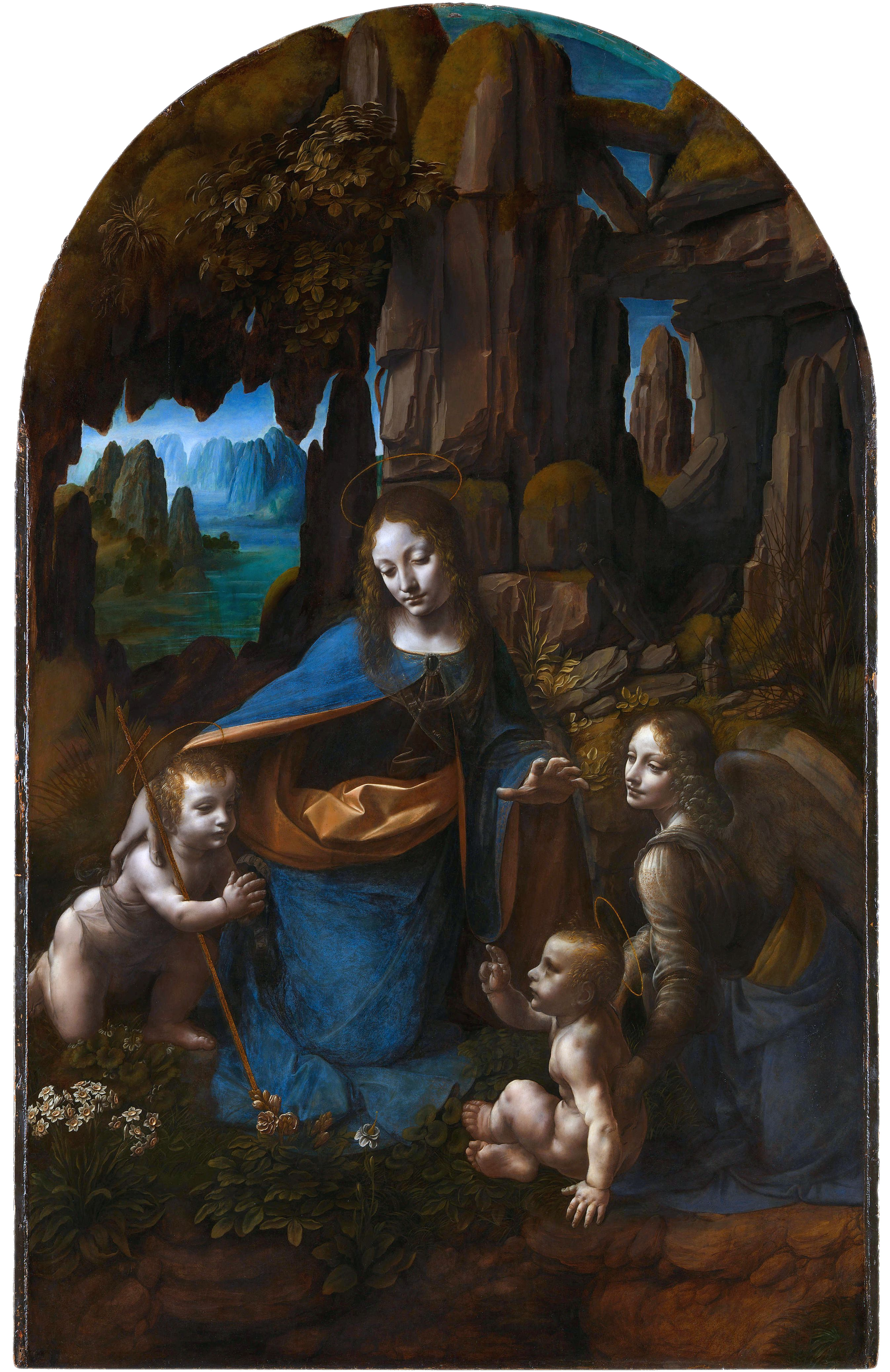
Da Vinci, La virgen de las rocas
Holbein, Los embajadores
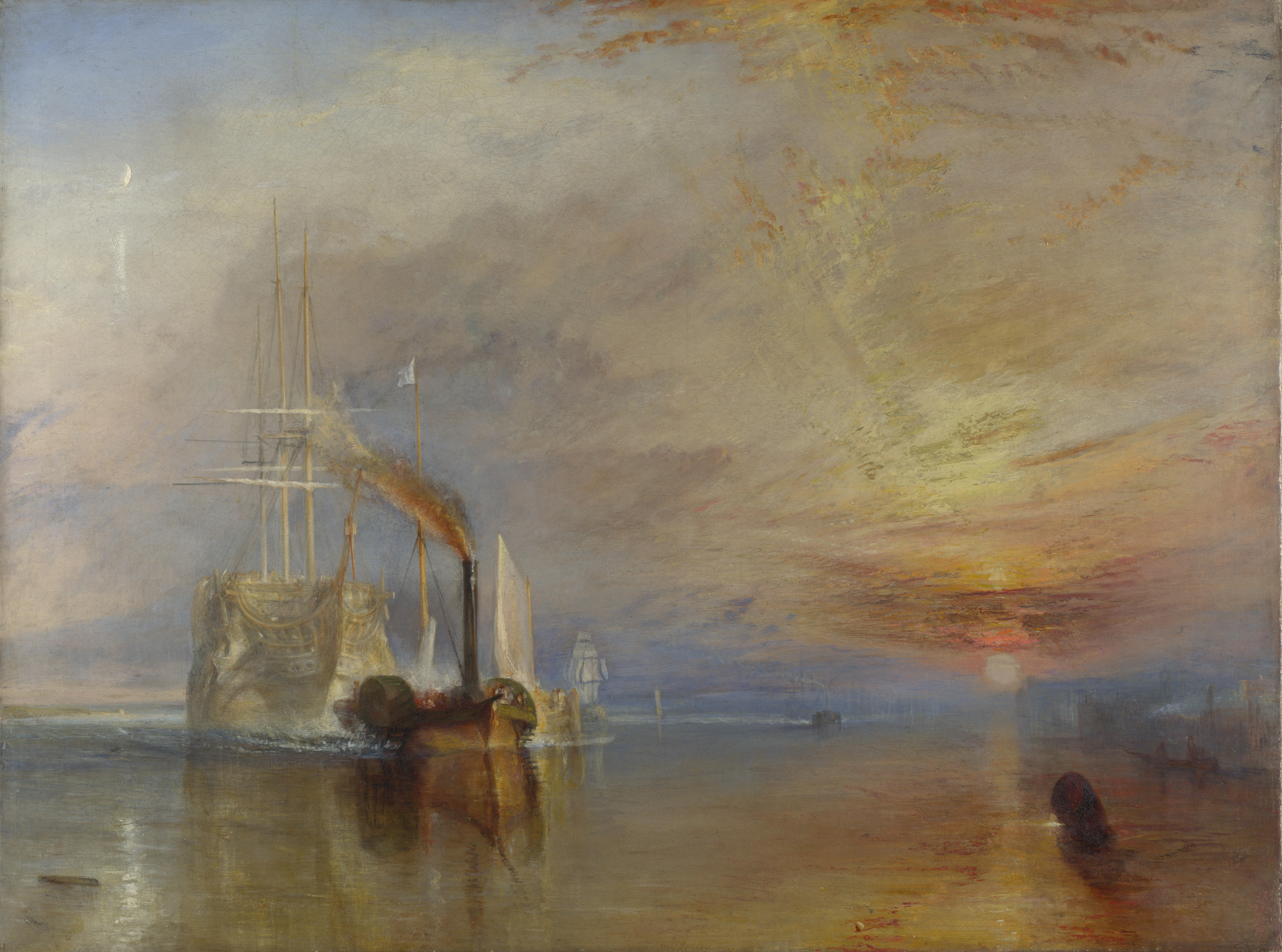
Turner, El último viaje del «Temerario»
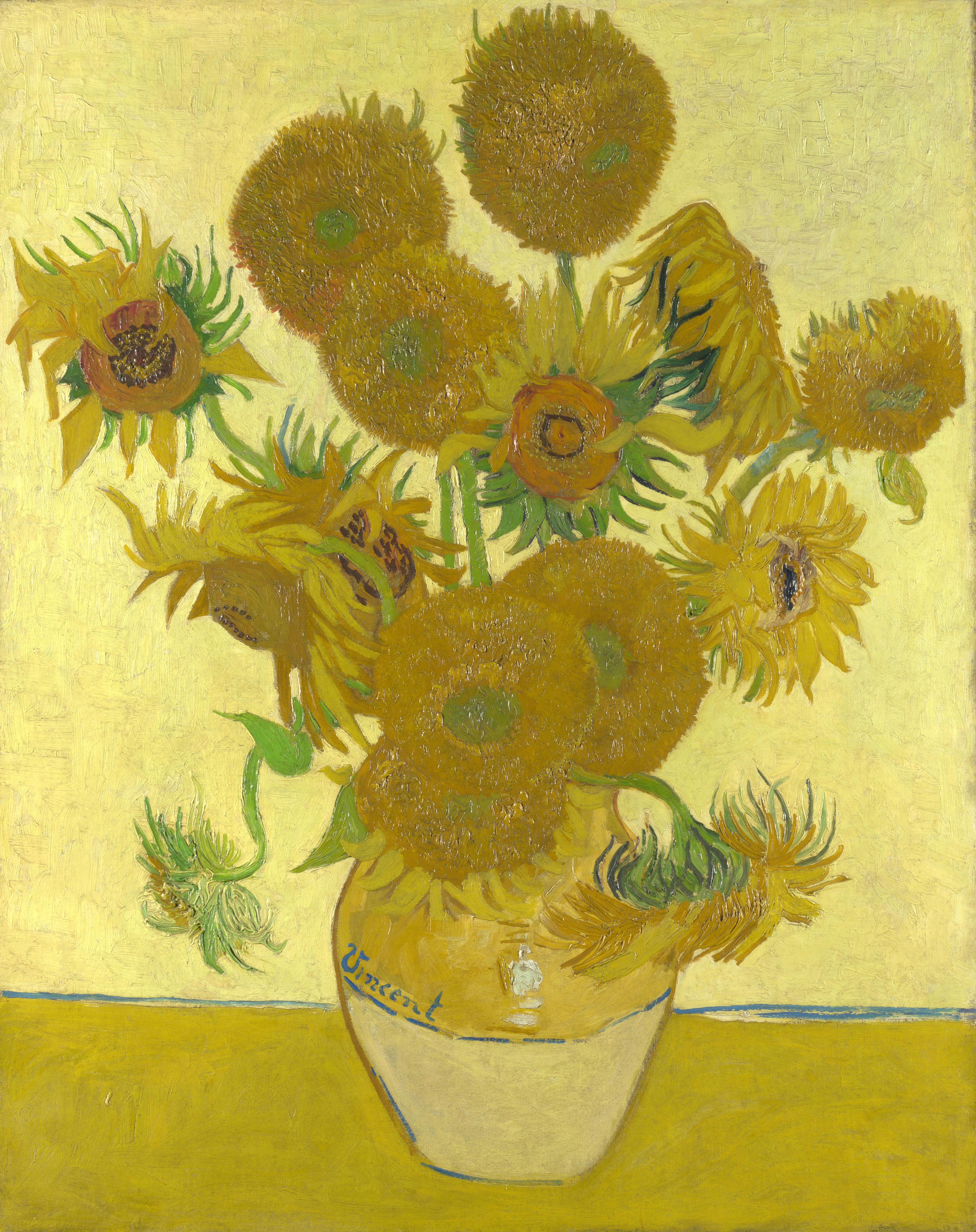
Van Gogh, Los girasoles

## Galería

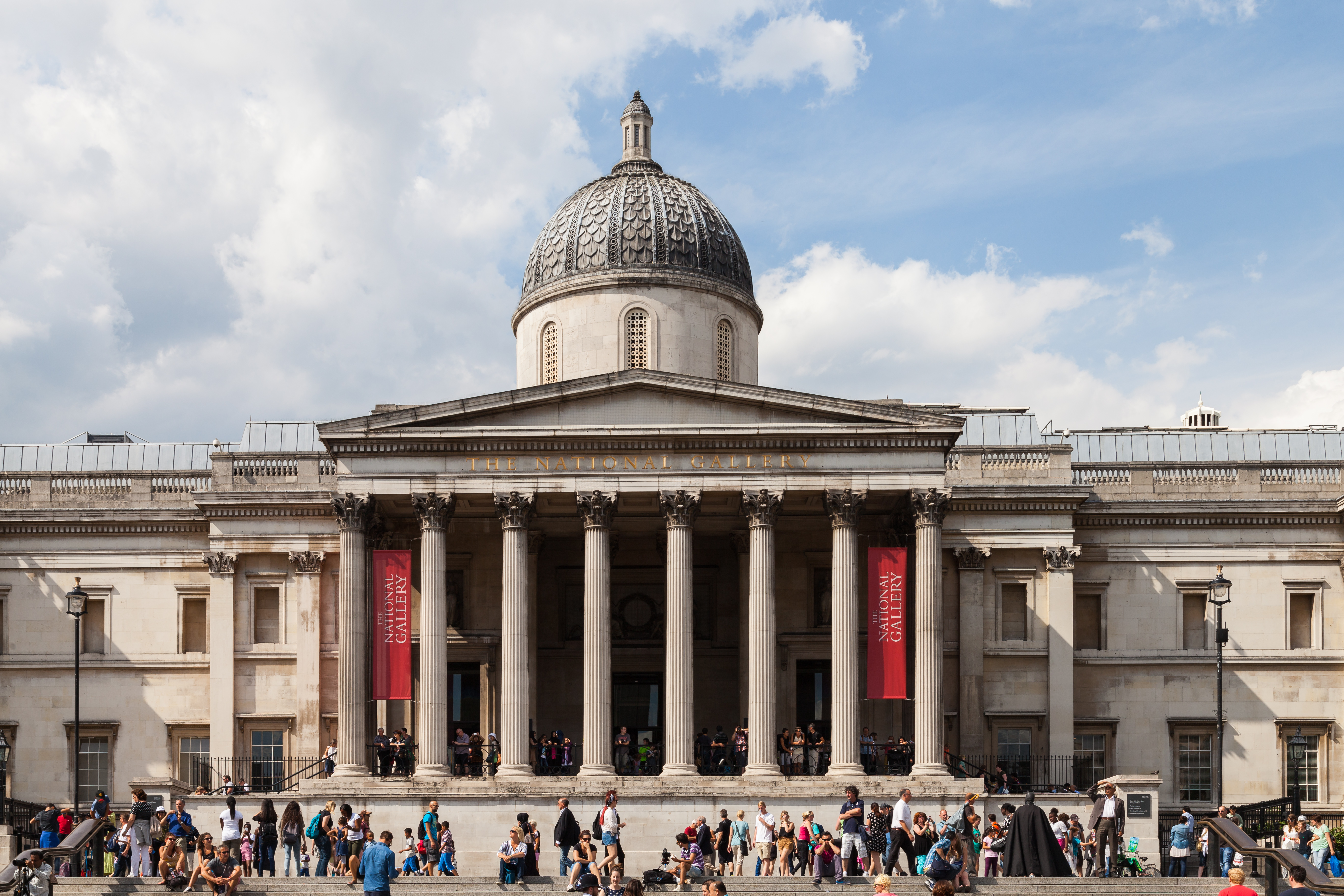
Vista exterior de la entrada.
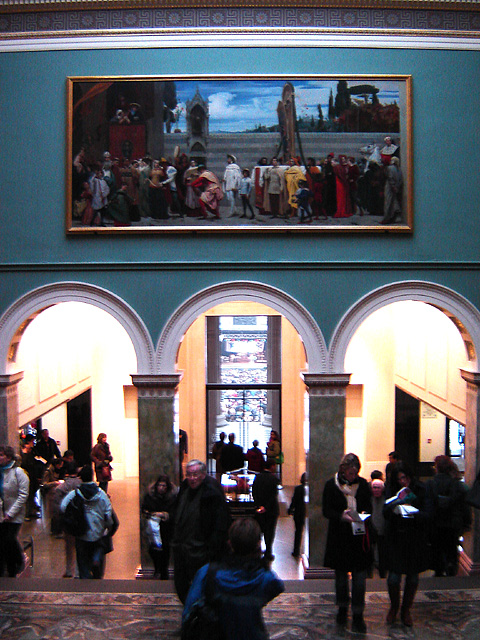
Interior, desde su entrada principal.
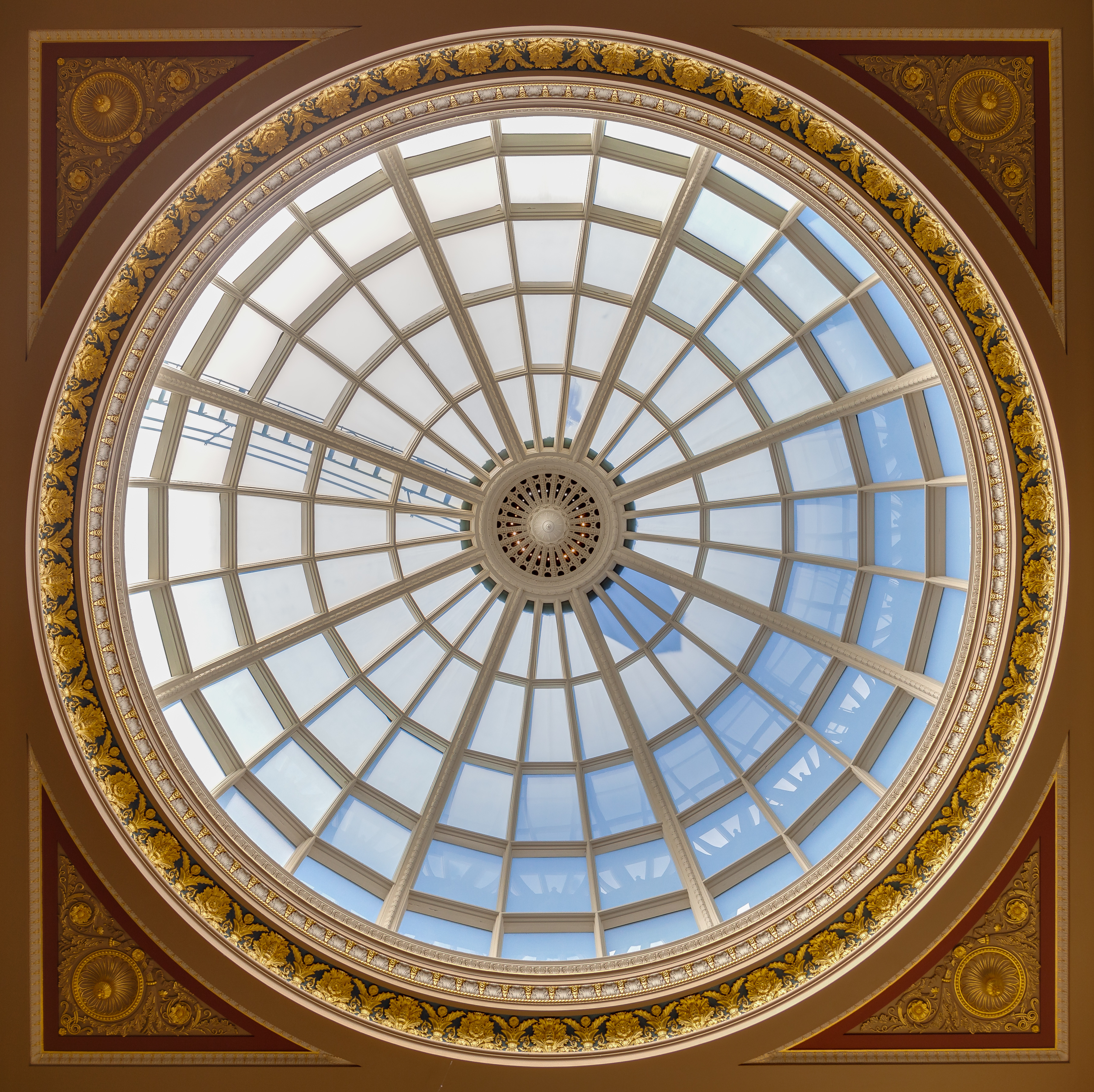
Bóveda de la sala de entrada.
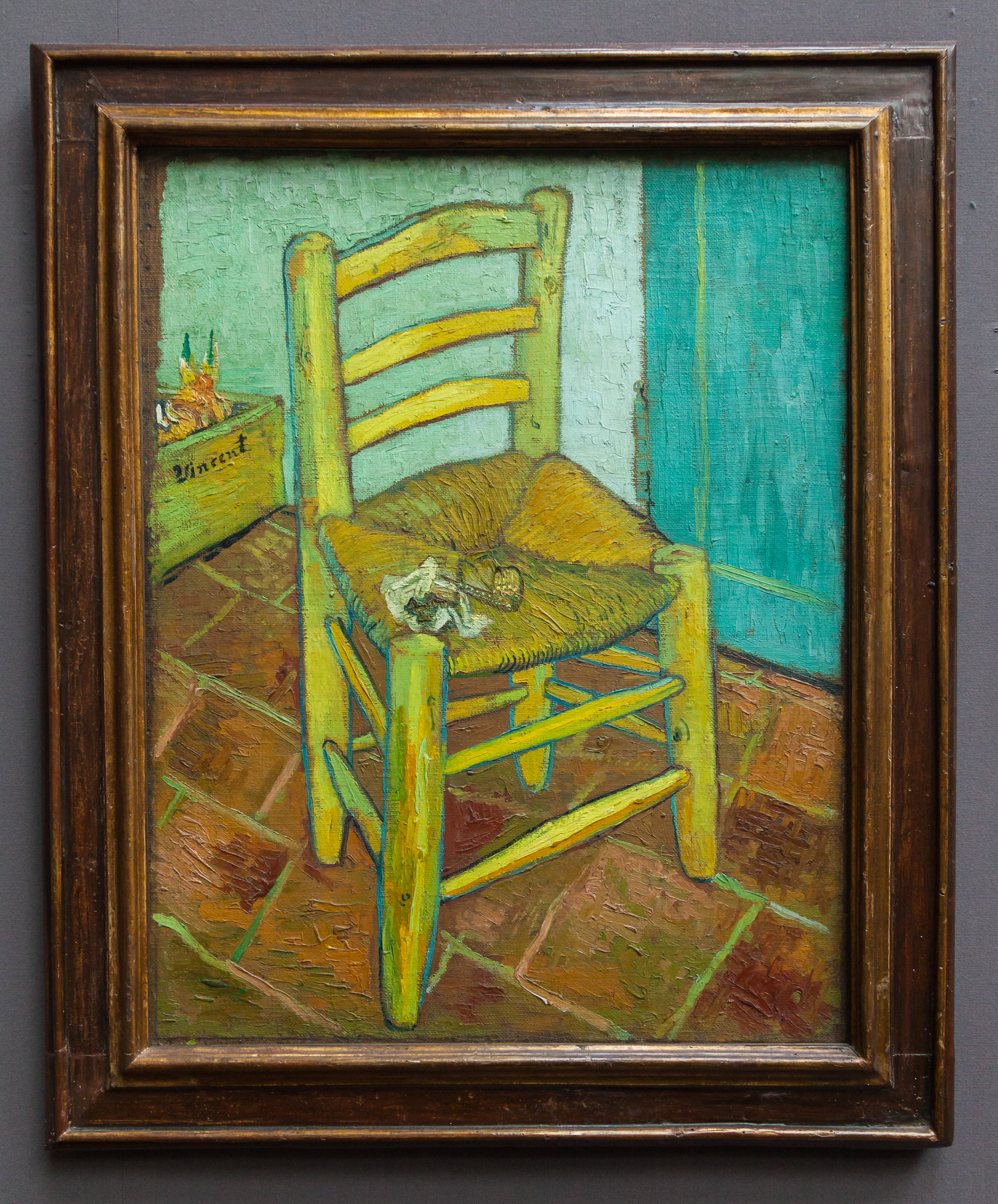
Silla, de Vincent Van Gogh.
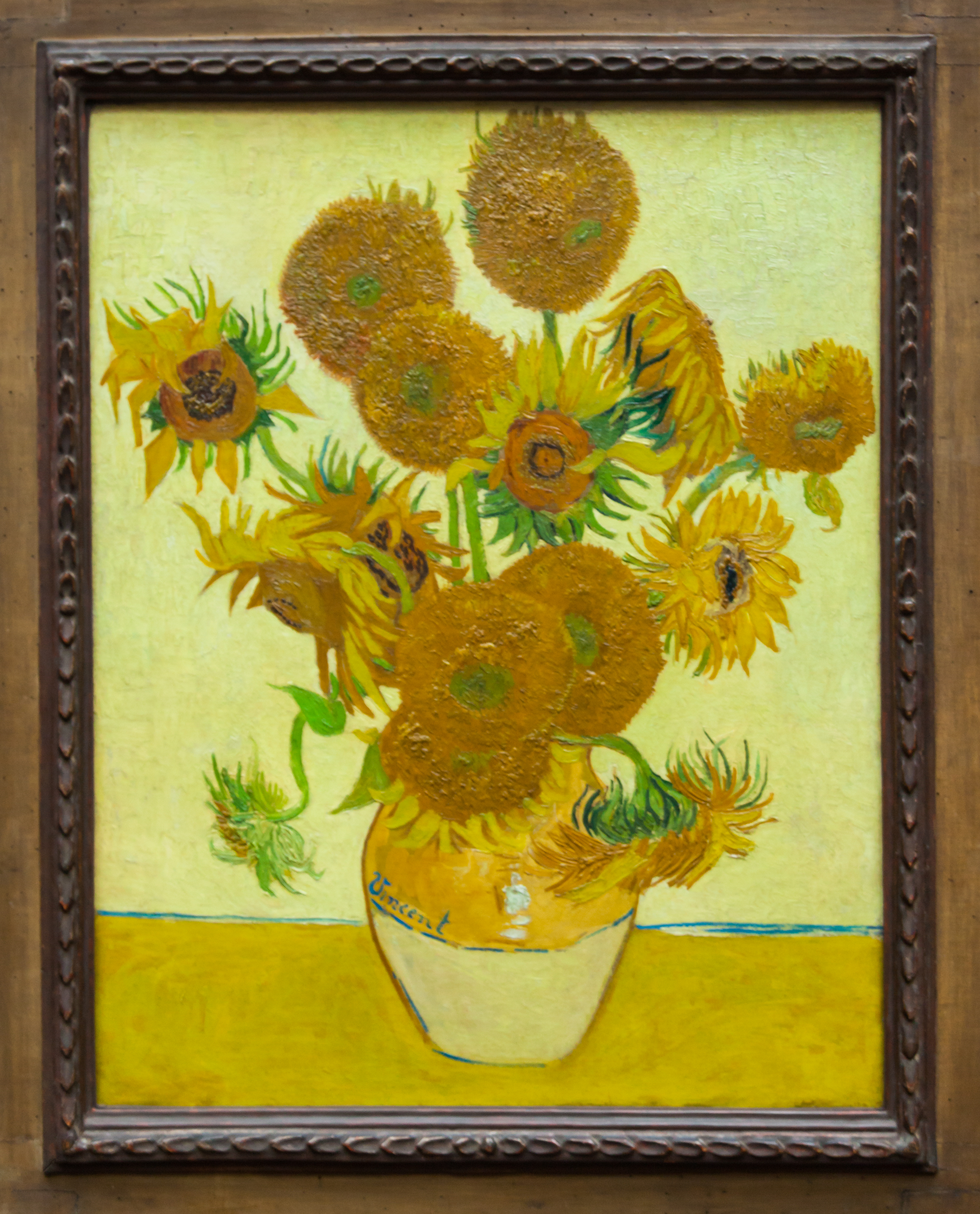
Girasoles, de Vincent Van Gogh.
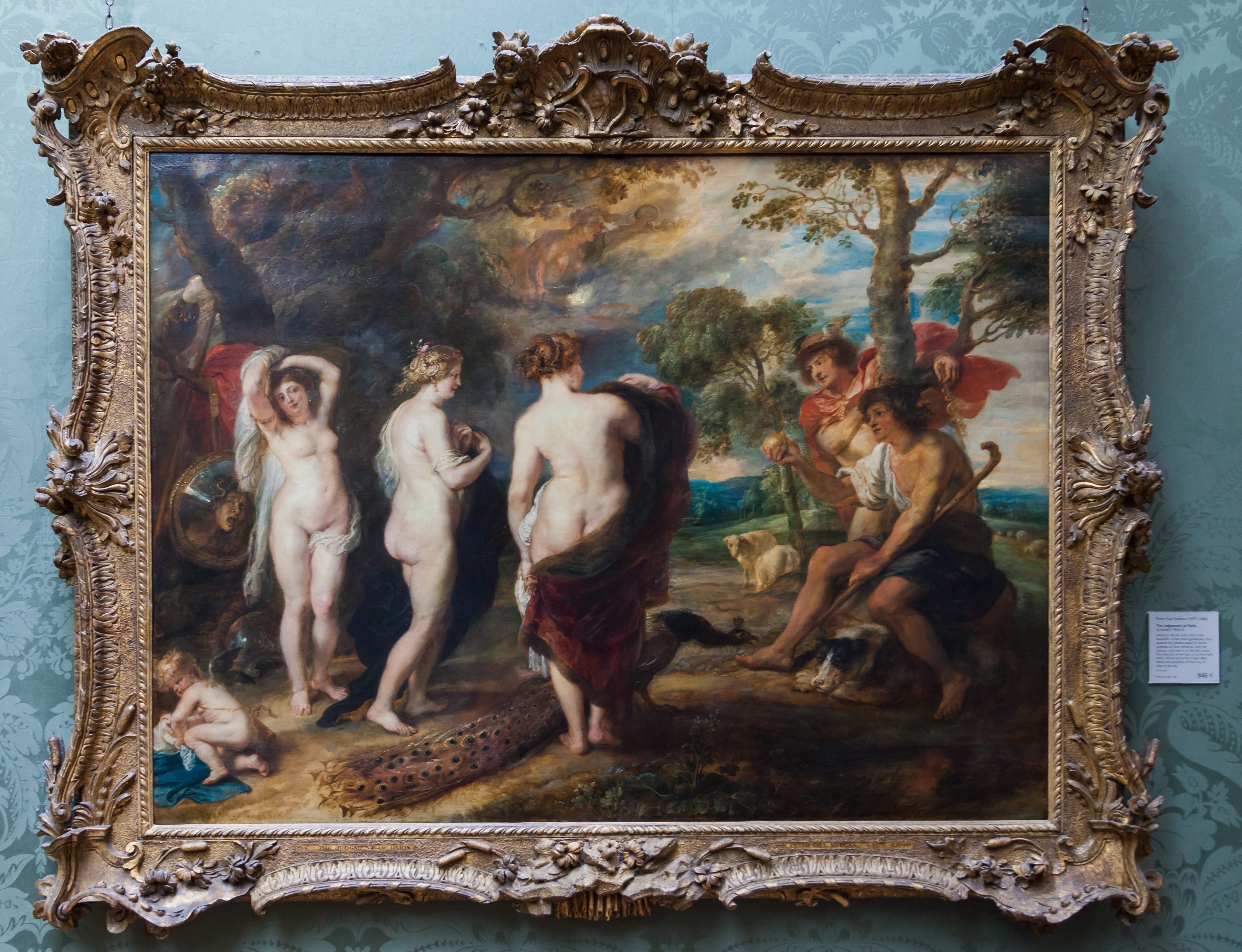
Juicio de París, de Rubens.

## Transporte
| Servicios            | Estaciones y paradas                     | Líneas y rutas                                              | Distancia a la Galería Nacional |
| -------------------- | ---------------------------------------- | ----------------------------------------------------------- | ------------------------------- |
| Autobuses de Londres | Trafalgar Square / Charing Cross Station | 24, 29, 176                                                 |                                 |
| Autobuses de Londres | Trafalgar Square                         | 6, 9, 13, 15, 23, 139                                       |                                 |
| Autobuses de Londres | Trafalgar Square / Charing Cross Station | 3, 12, 88, 159, 453                                         |                                 |
| Autobuses de Londres | Trafalgar Square                         | 3, 6, 12, 13, 15, 23, 88, 139, 159, 453                     |                                 |
| Metro de Londres     | Charing Cross                            | Bakerloo line · Northern line                               |                                 |
| Metro de Londres     | Embankment                               | Bakerloo line · Circle line · District line · Northern line | 480 metros a pie                |
| National Rail        | Charing Cross                            |                                                             | 320 metros a pie                |